# Biserica de lemn Intrarea în Biserică din Dobricul Lăpușului

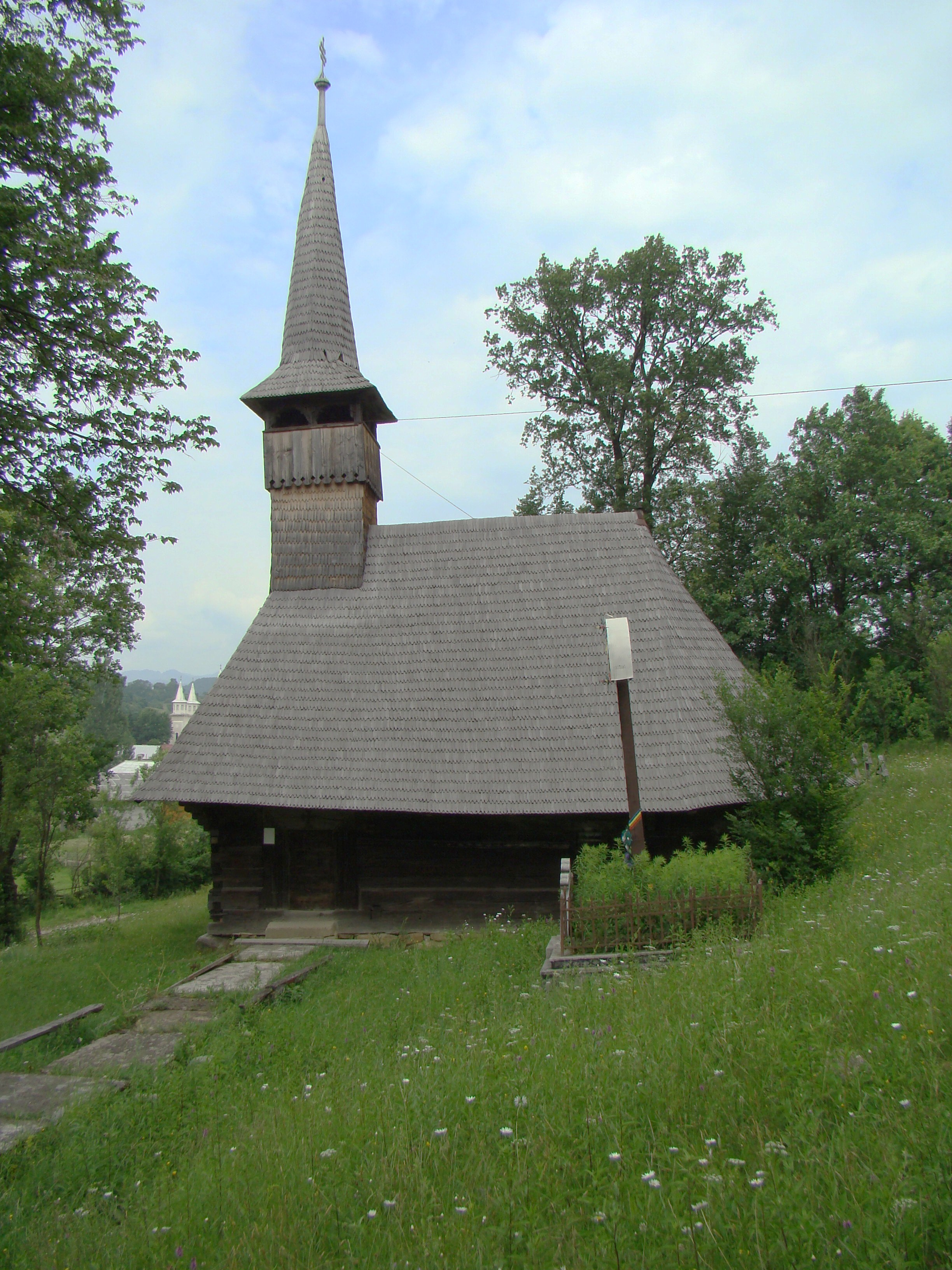
Biserica de lemn „Intrarea în Biserică”, sat Dobricu Lăpuşului, judeţul Maramureş, foto: iunie 2009.

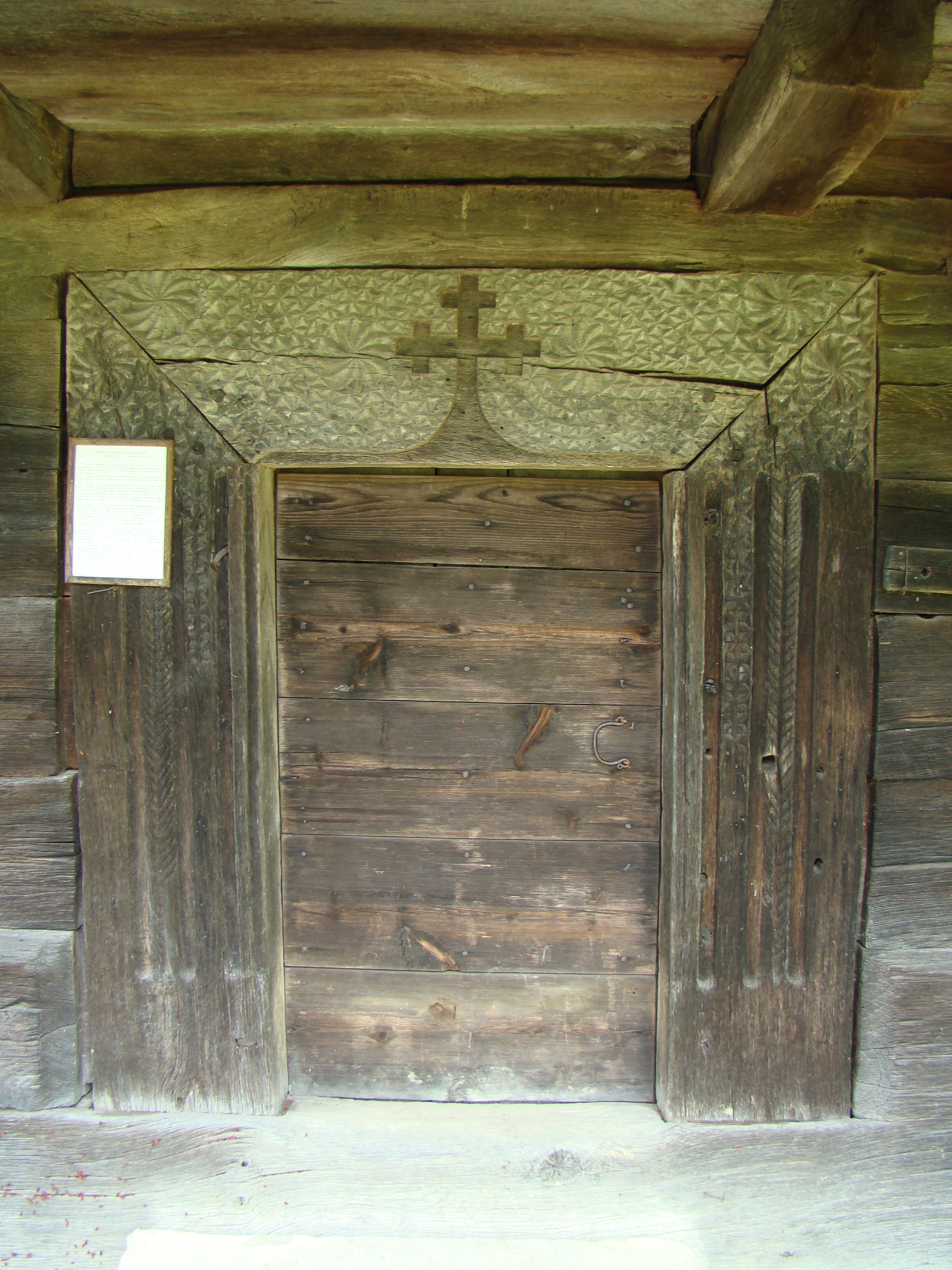
Portalul exterior

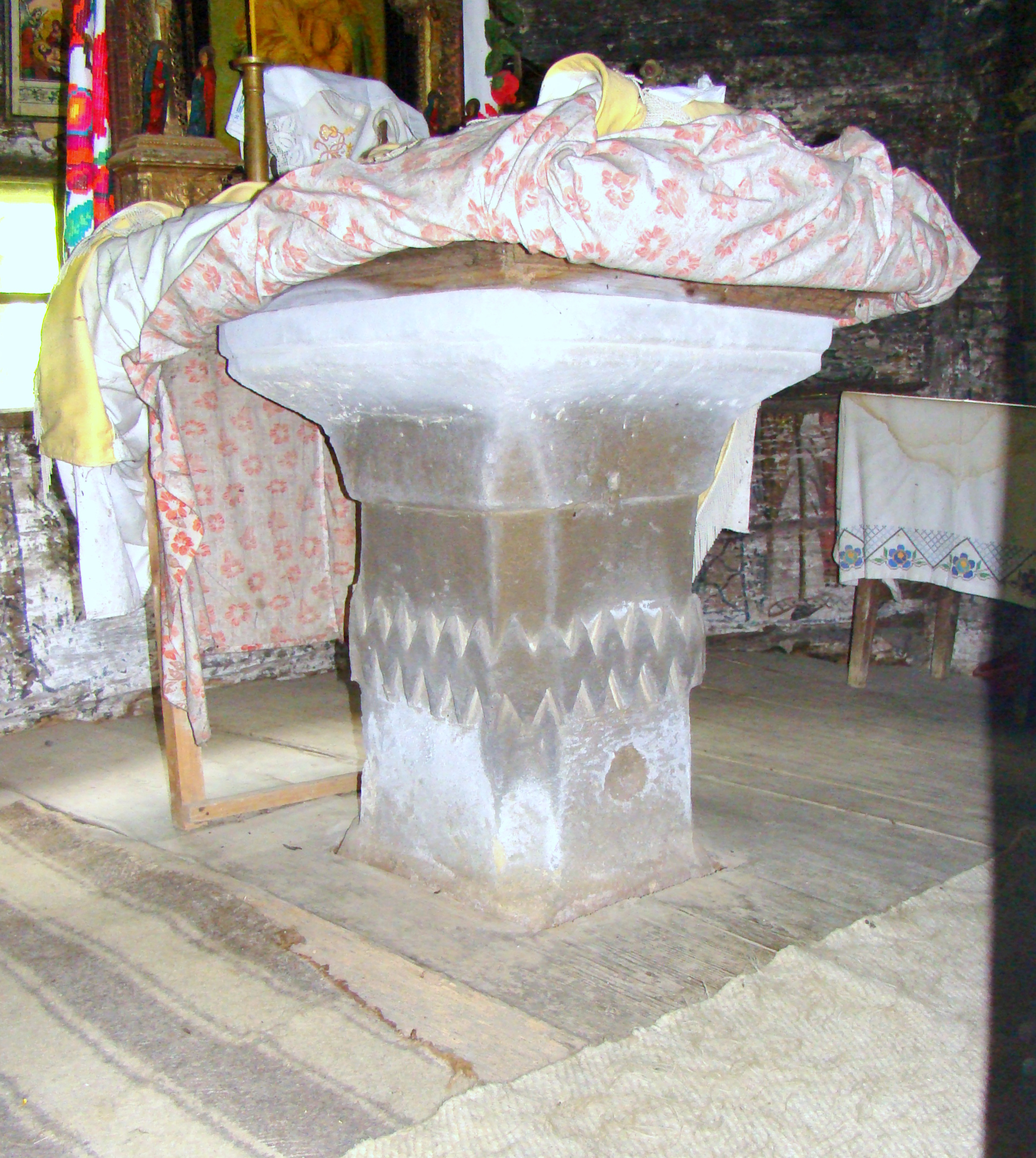
Piciorul mesei altarului

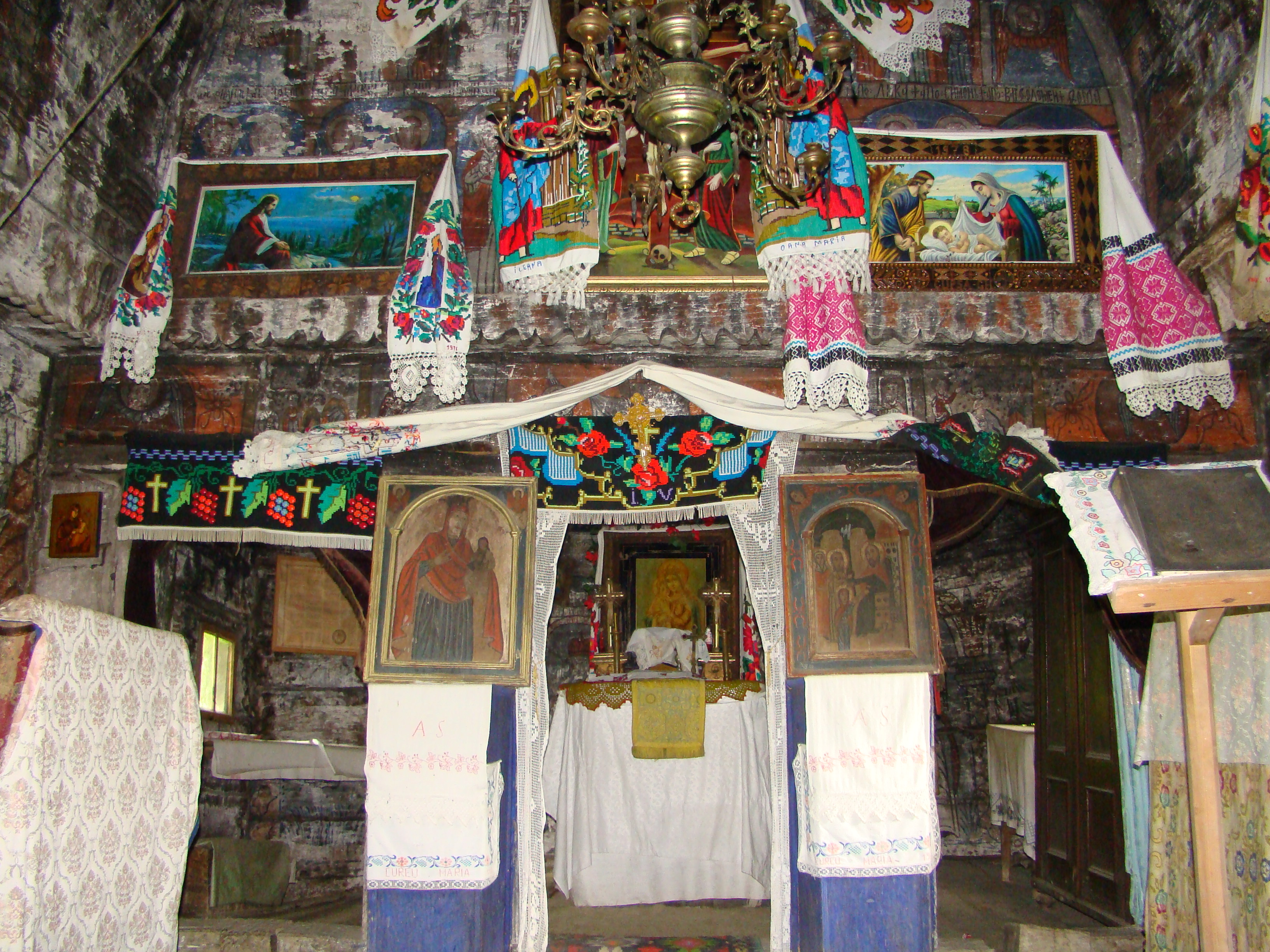
Iconostasul

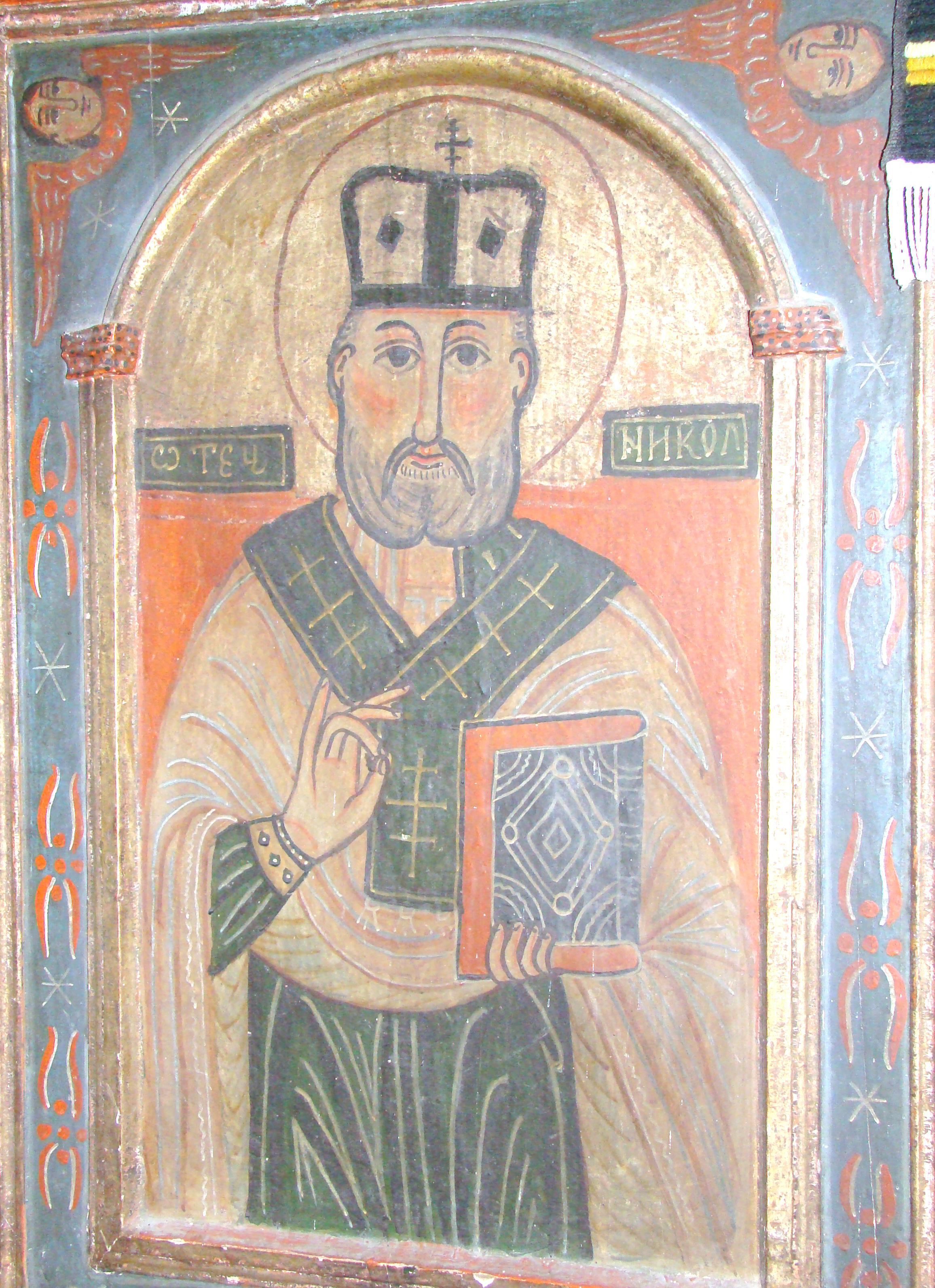
Icoană pe lemn: Sfântul Nicolae

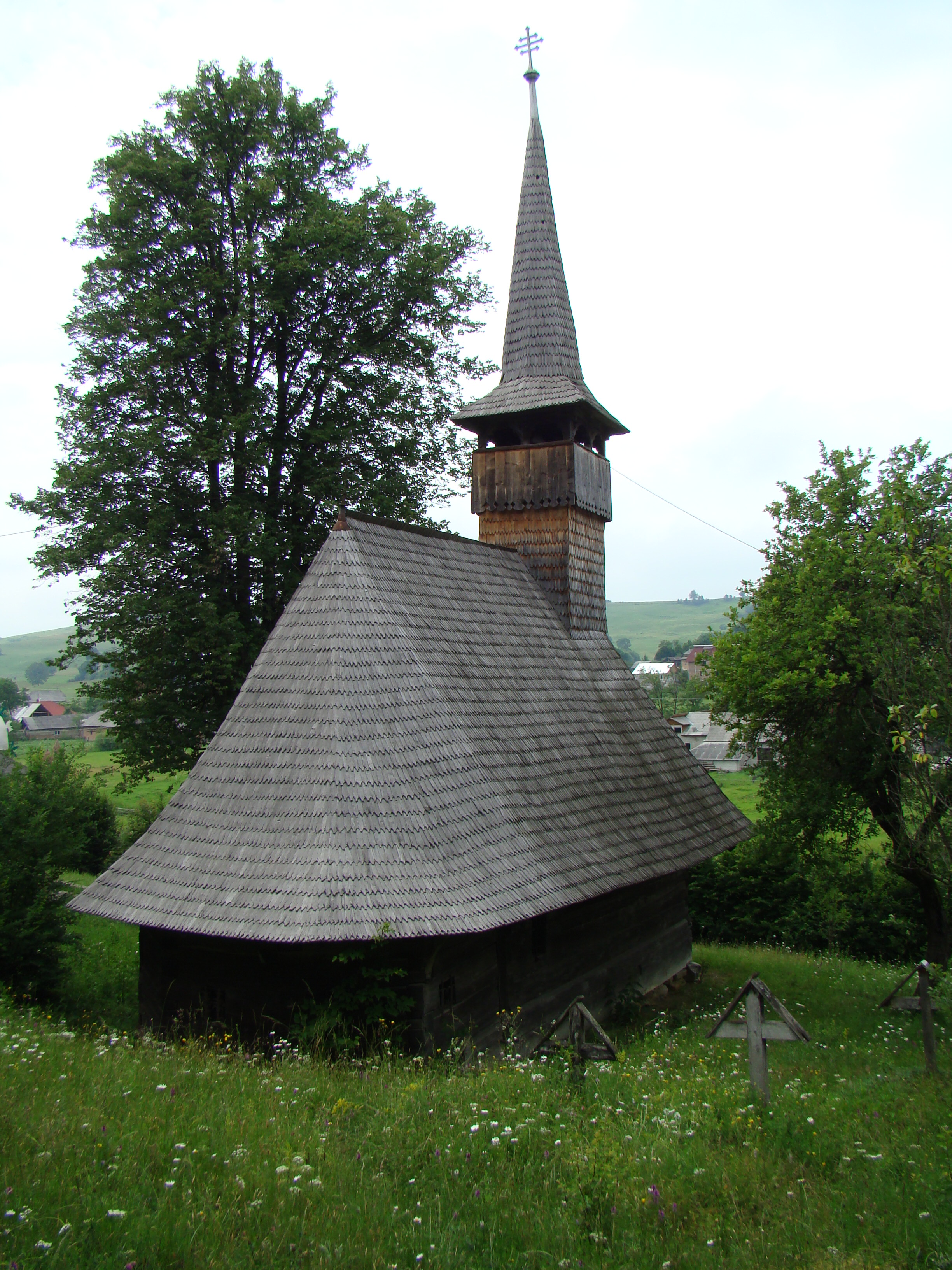
Biserica (nord-est)

Biserica de lemn „Intrarea în Biserică”, sat Dobricu Lăpușului, județul Maramureș datează din anul 1701. Biserica se află pe noua listă a monumentelor istorice sub codul:  MM-II-m-B-04567

## Istoric și trăsături
Este o biserică de mici dimensiuni, având o lățime de 5 m și o lungime de 11,4 m. Ca și Biserica „Sfinții Arhangheli” are planul format din naos, pronaos și altar, care are formă poligonală, iar intrarea se face pe latura sudică. Decorul exterior se rezumă la ancadramentul portalului, ornamentat cu diverse crestături geometrice și cu o cruce sculptată în partea superioară. Decorul pictural al interiorului s-a păstrat destul de bine, exceptând altarul, care este repictat într-o manieră grosolană, lipsită de valoare artistică. Pictura trebuie atribuită lui Radu Munteanu din Ungureni. Inscripțiile nu specifică numele zugravului, dar comparându-se pictura cu cea a Bisericii „Sfinții Arhangheli” din Rogoz, care este semnată de Radu Munteanu, există asemănări evidente, atât de iconografie, cât și de cromatică. Pictura de pe boltă este împărțită în benzi ornamentale, într-un număr egal de scene pe fiecare față și înfățișează Patimile și capitole din Geneză. Pe pereți sunt înfățișate diferite scene din Vechiul Testament și din Viețile Sfinților: Jertfa și Filoxenia lui Avraam, David plânge moartea lui Absalom, Sf. Cristofor, Sf. Simion Stâlpnicul, Sf. Dimitrie și lupta lui Nestor cu Lie, Sf. Marina martelând diavolul, moartea bogatului nemilostiv. Întâlnim scene și din Noul Testament, precum pilda samariteanului milostiv. În pronaos întâlnim câteva scene ale judecății de pe urmă: Isus înconjurat de apostoli, ceata evreilor, a tătarilor, a călugărilor, a cuvioșilor, păstrate în partea superioară a pereților, executate de același Radu Munteanu. Restul pronaosului a fost acoperit într-o perioadă mai recentă, cu un strat de pictură de mai proastă calitate, înfățișând prooroci, mucenițe și cuvioși. După tradiție, această biserică ar fi fost adusă din satul Dumbrăvița, de către ortodocșii care au refuzat să accepte unirea religioasă și au rămas fără biserică.

## Imagini din exterior

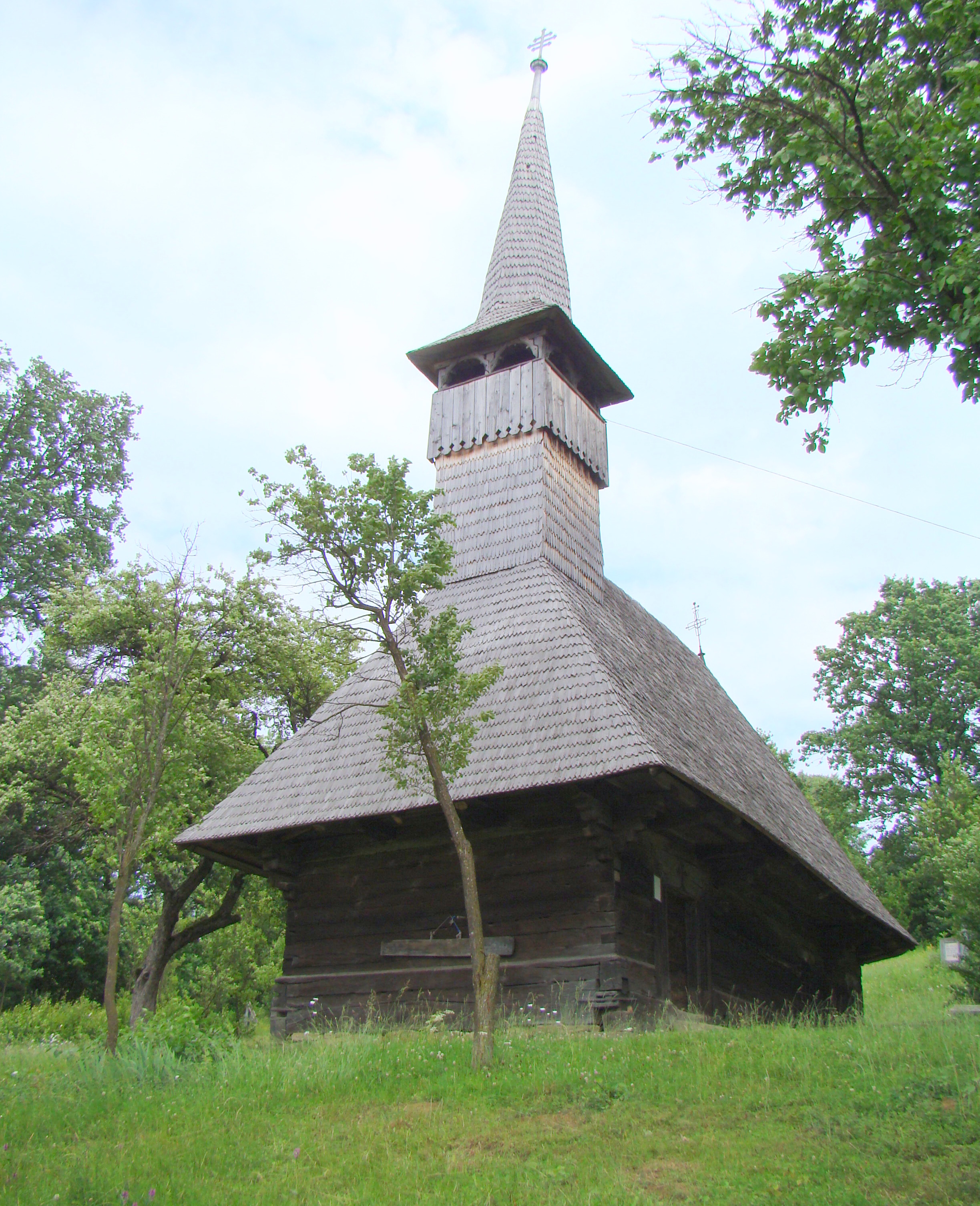
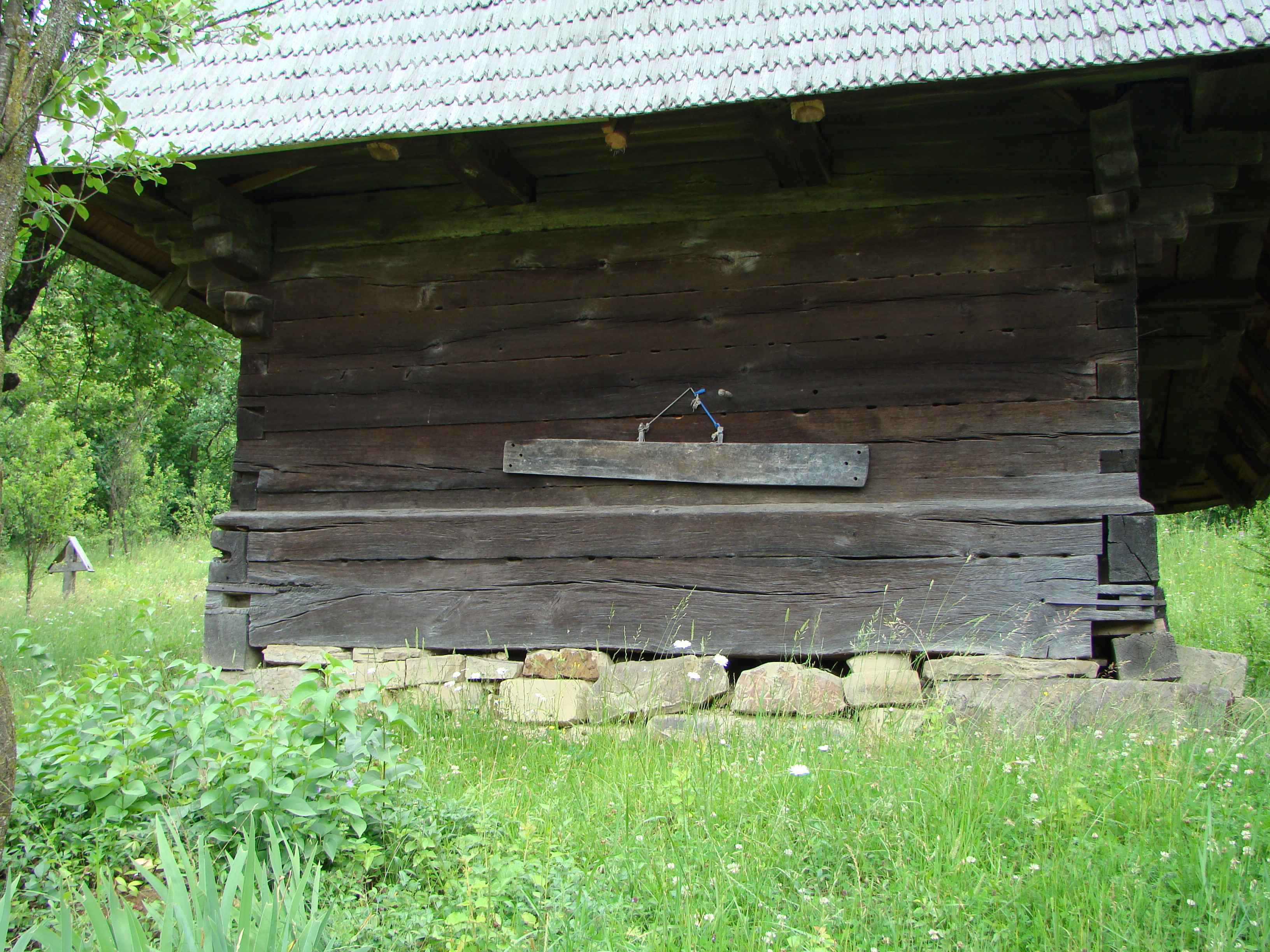
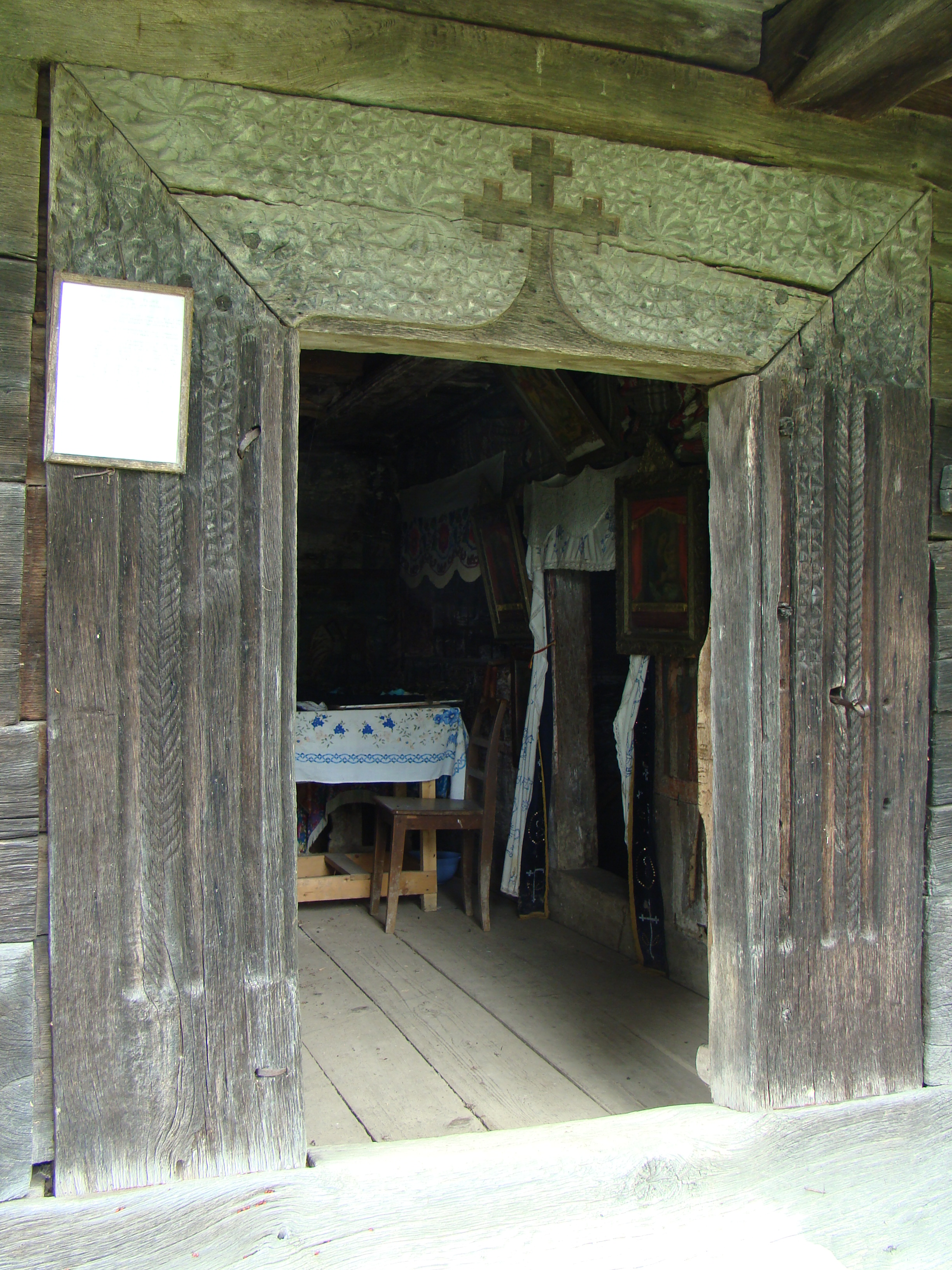
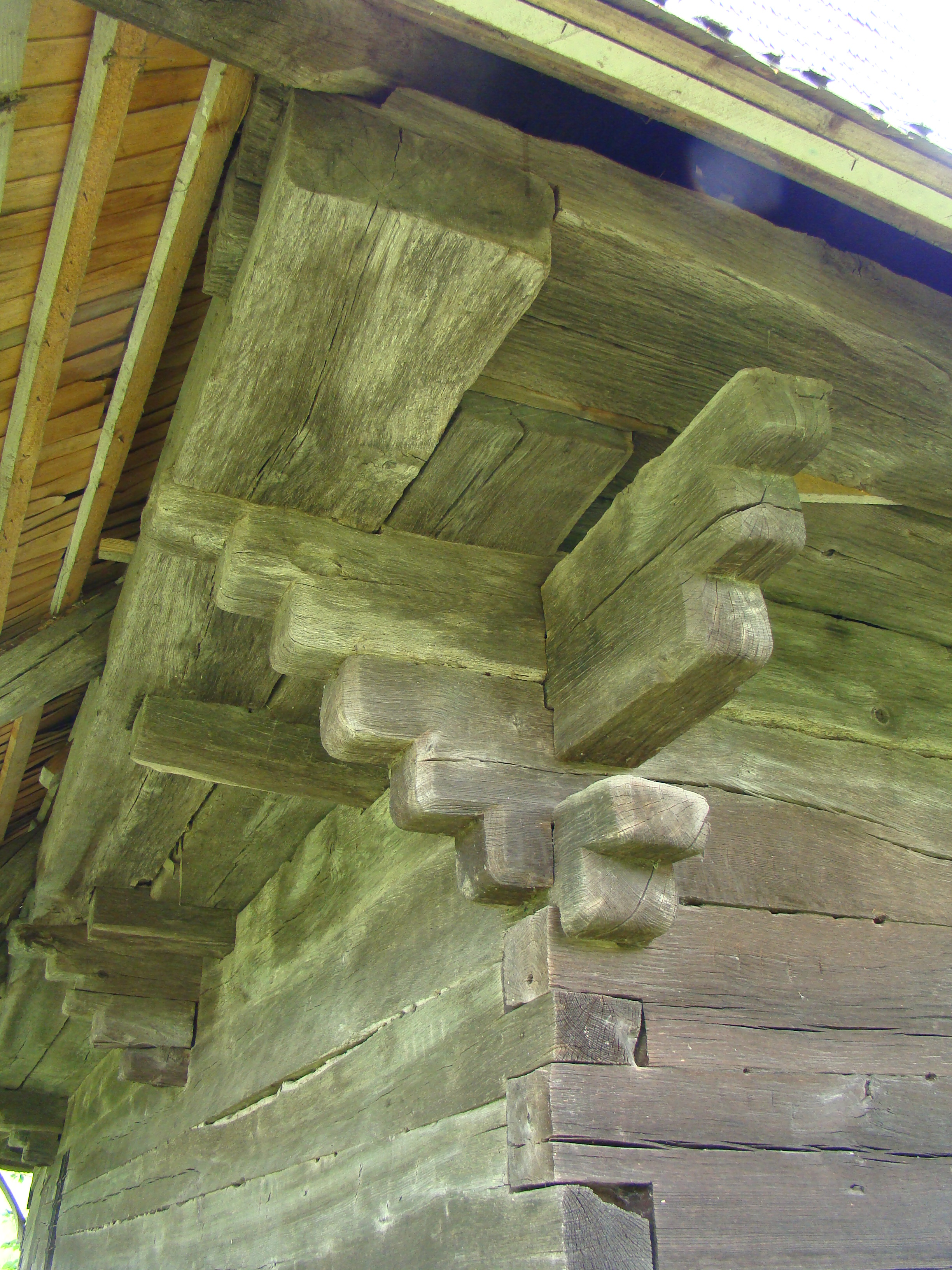
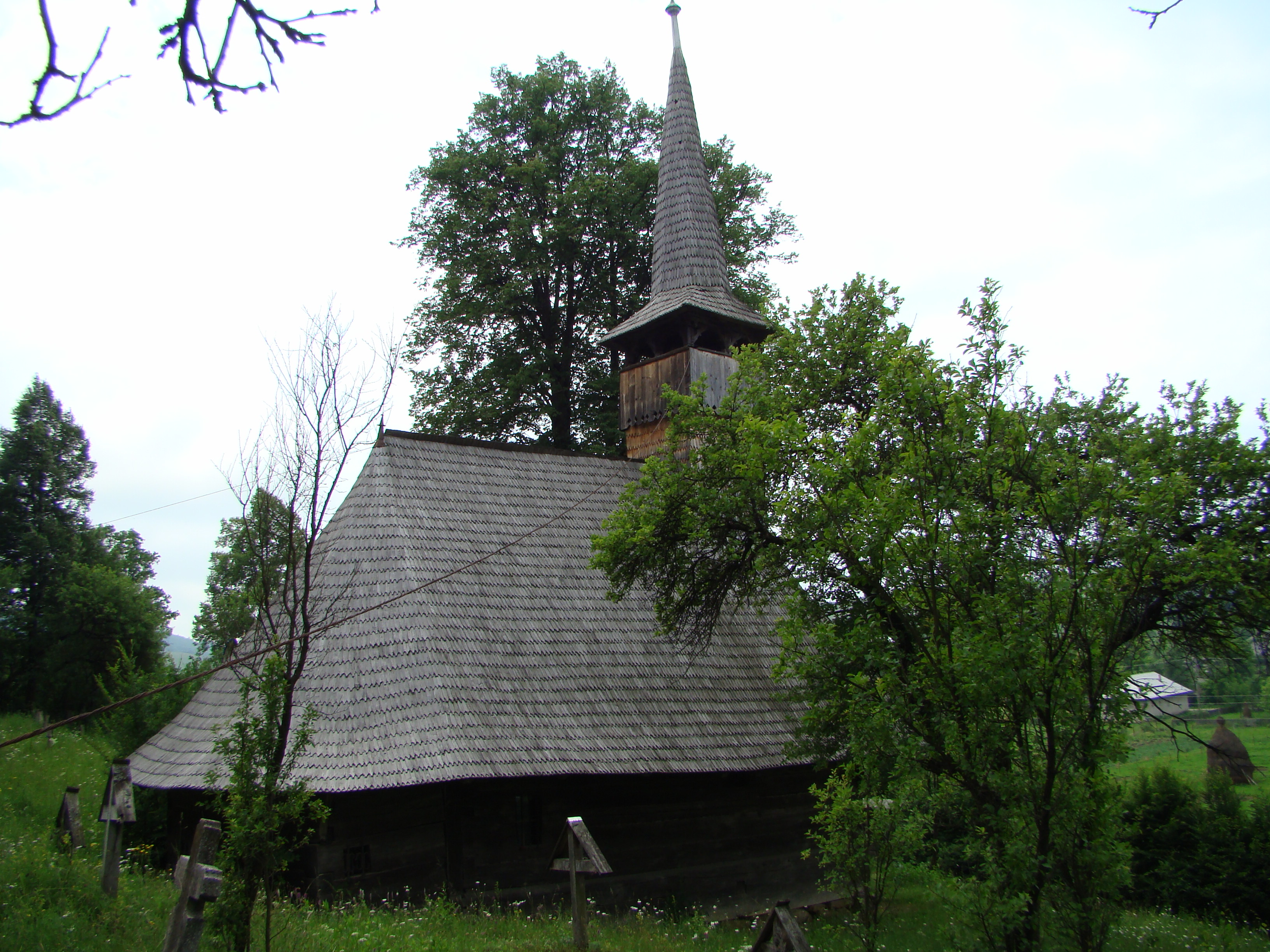
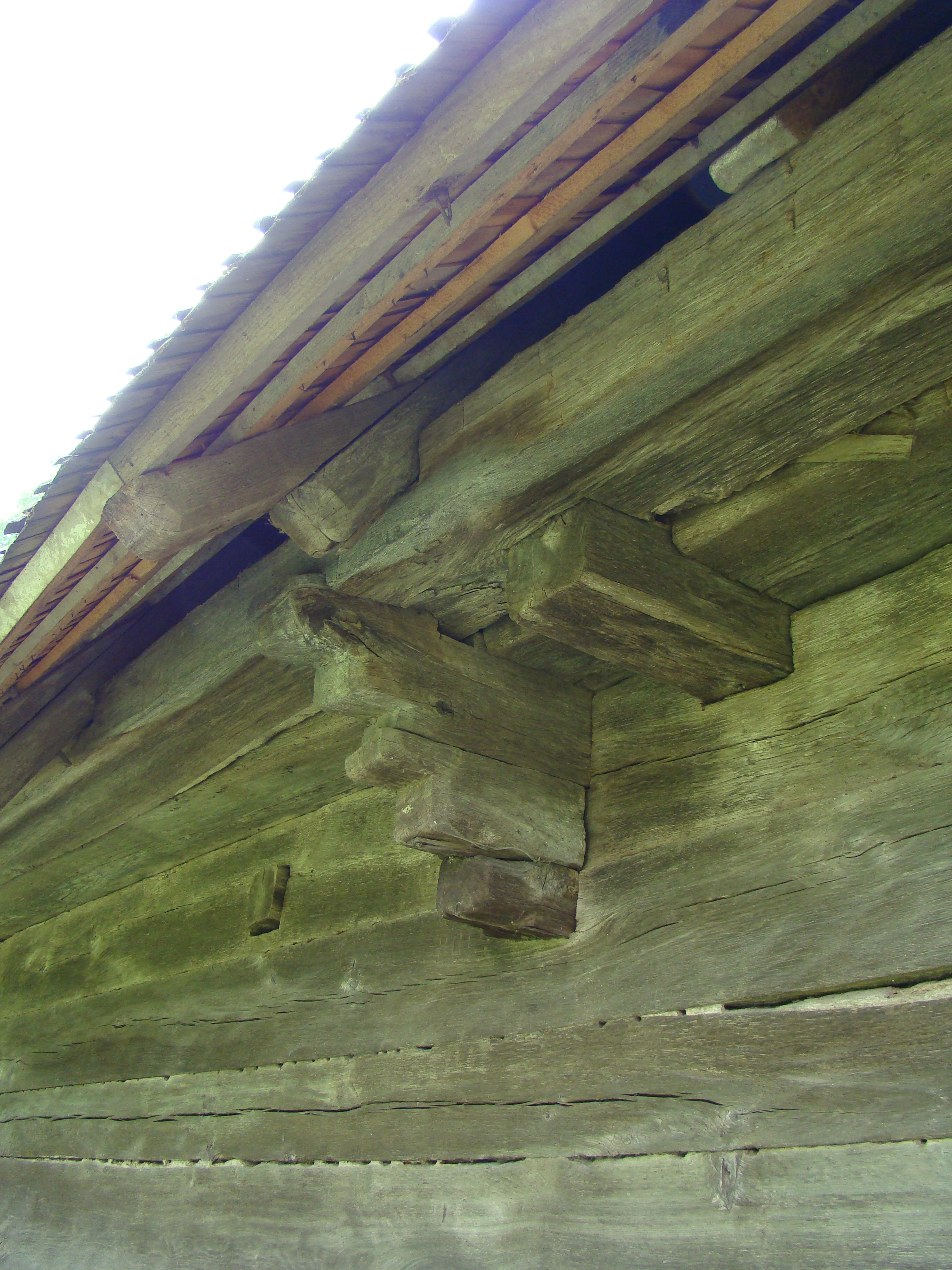
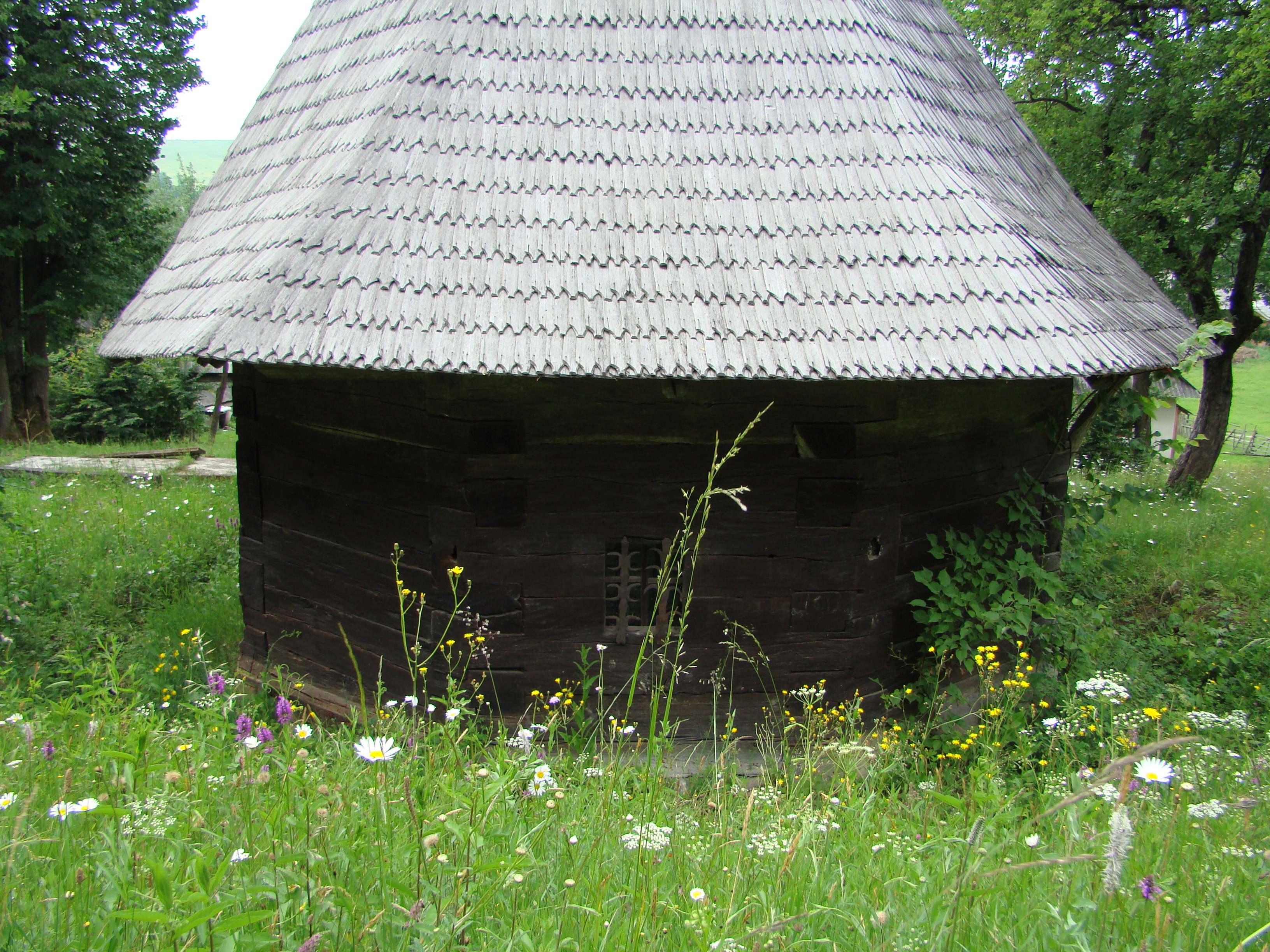
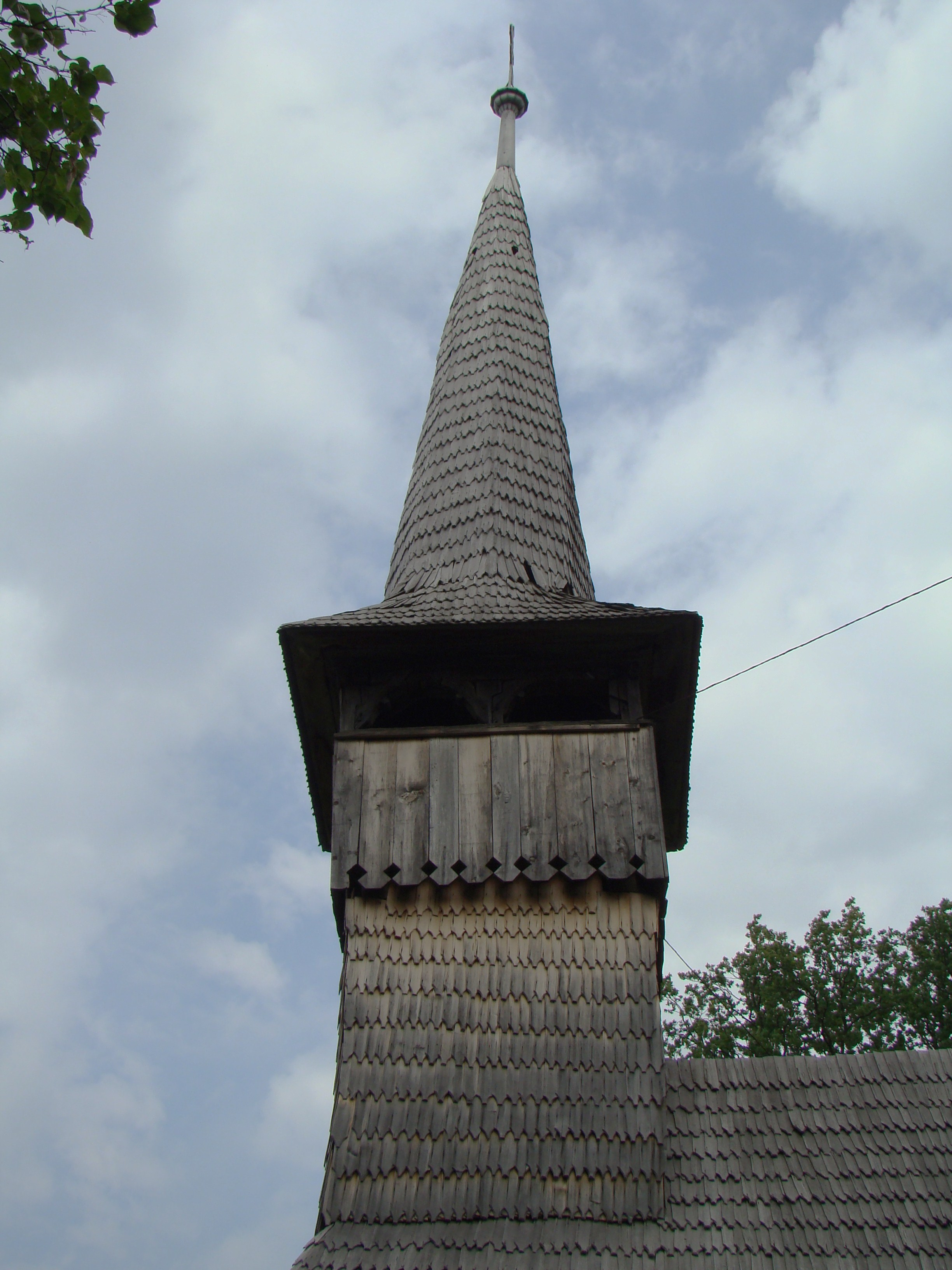
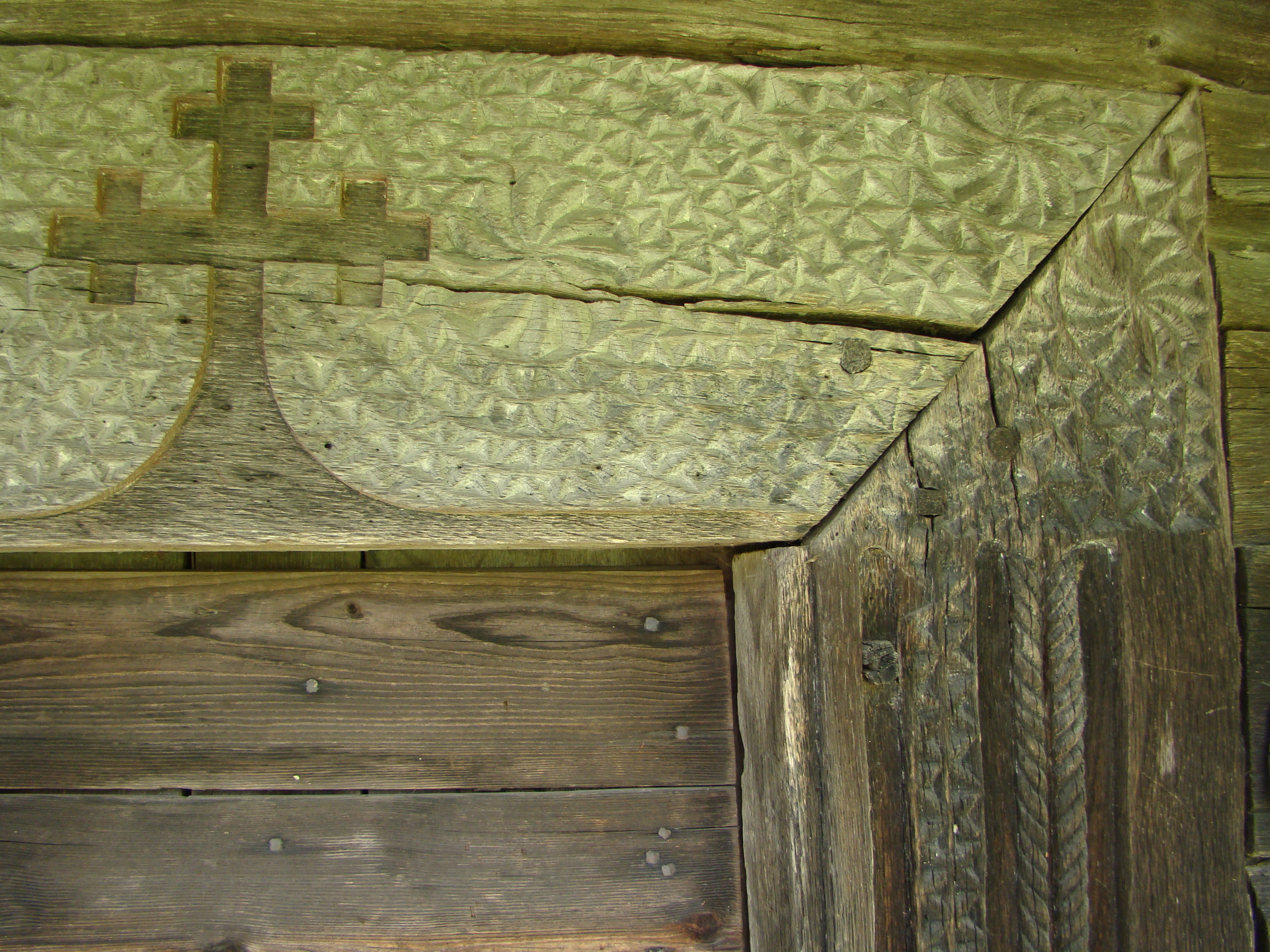
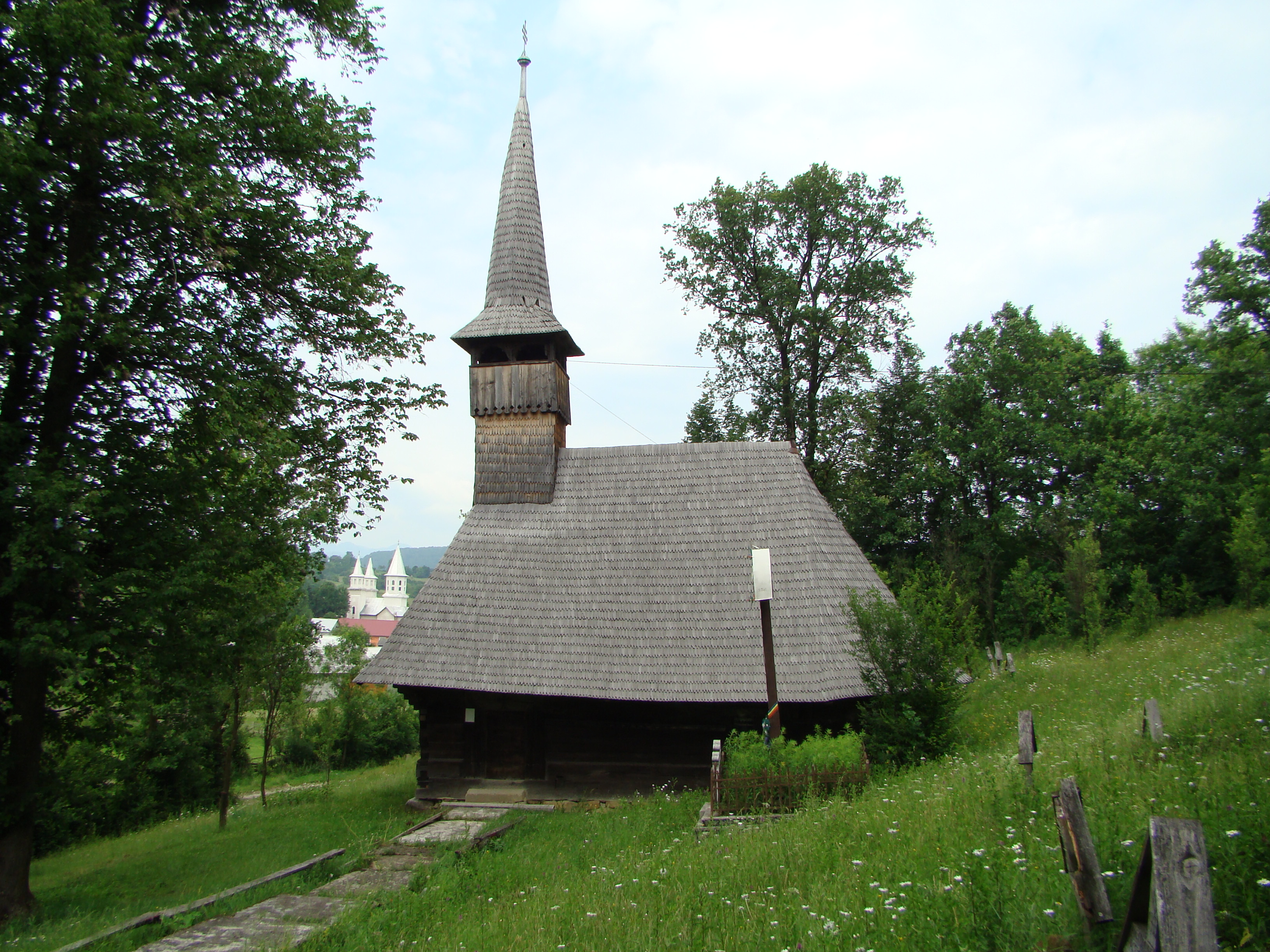

## Imagini din interior

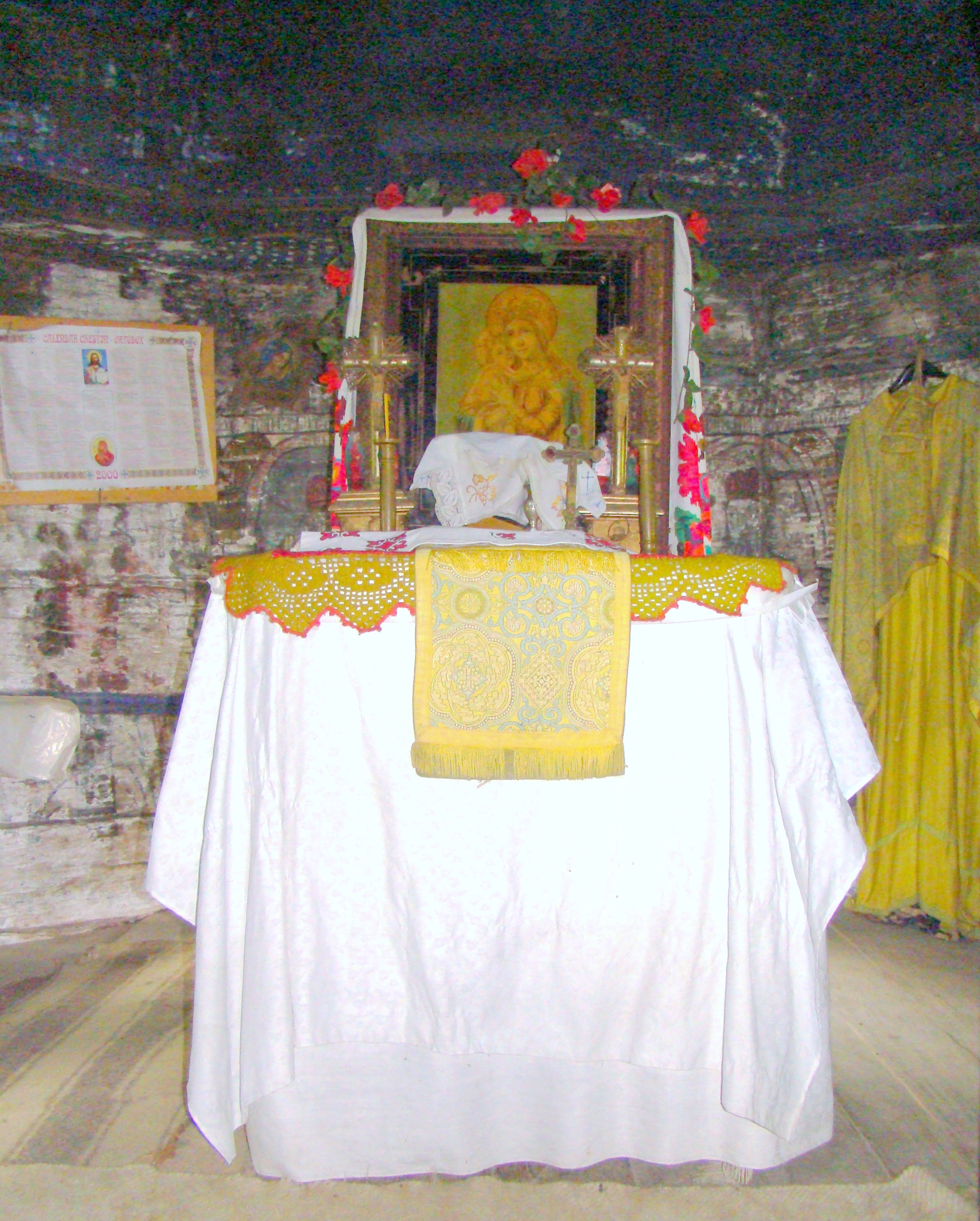
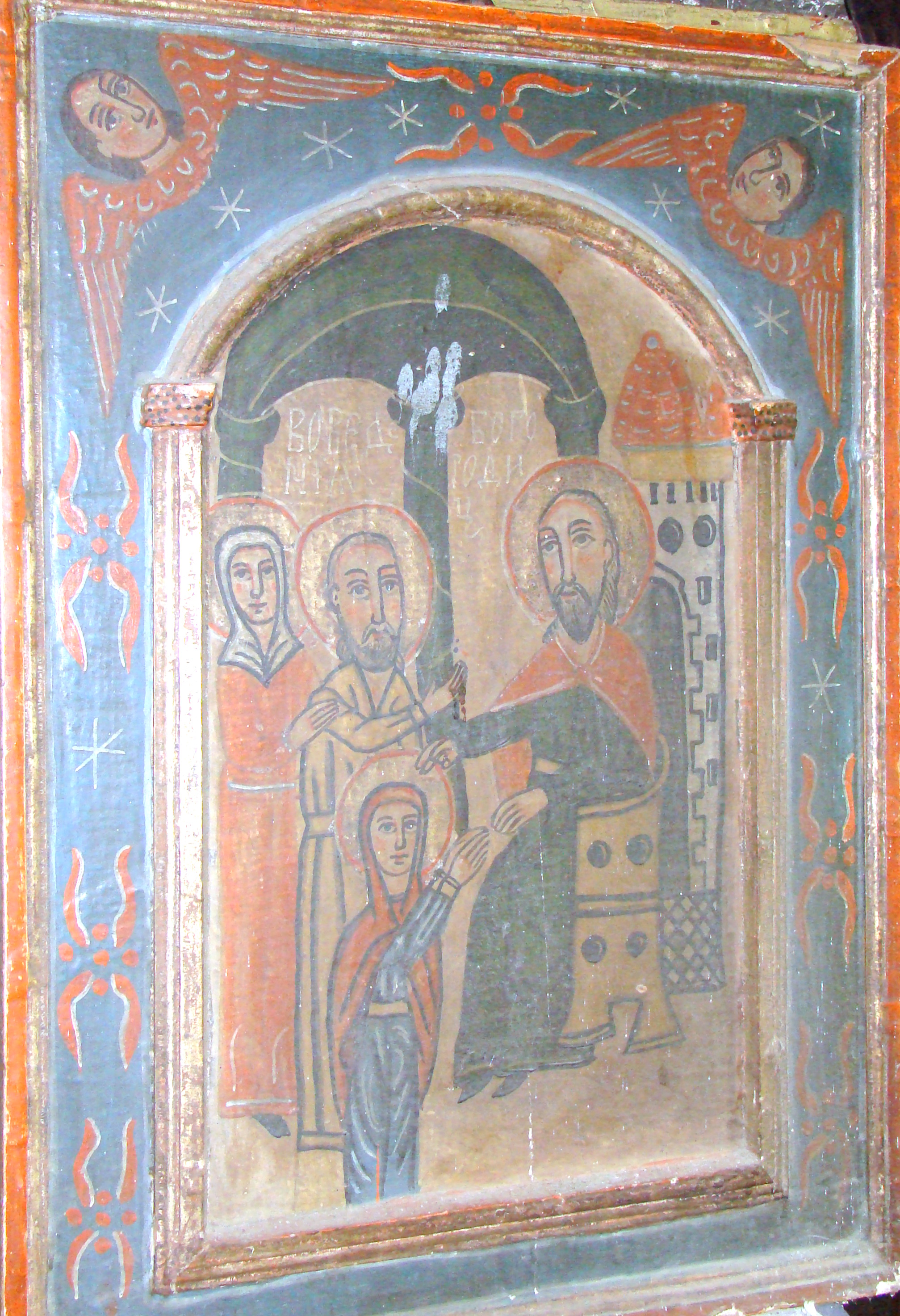
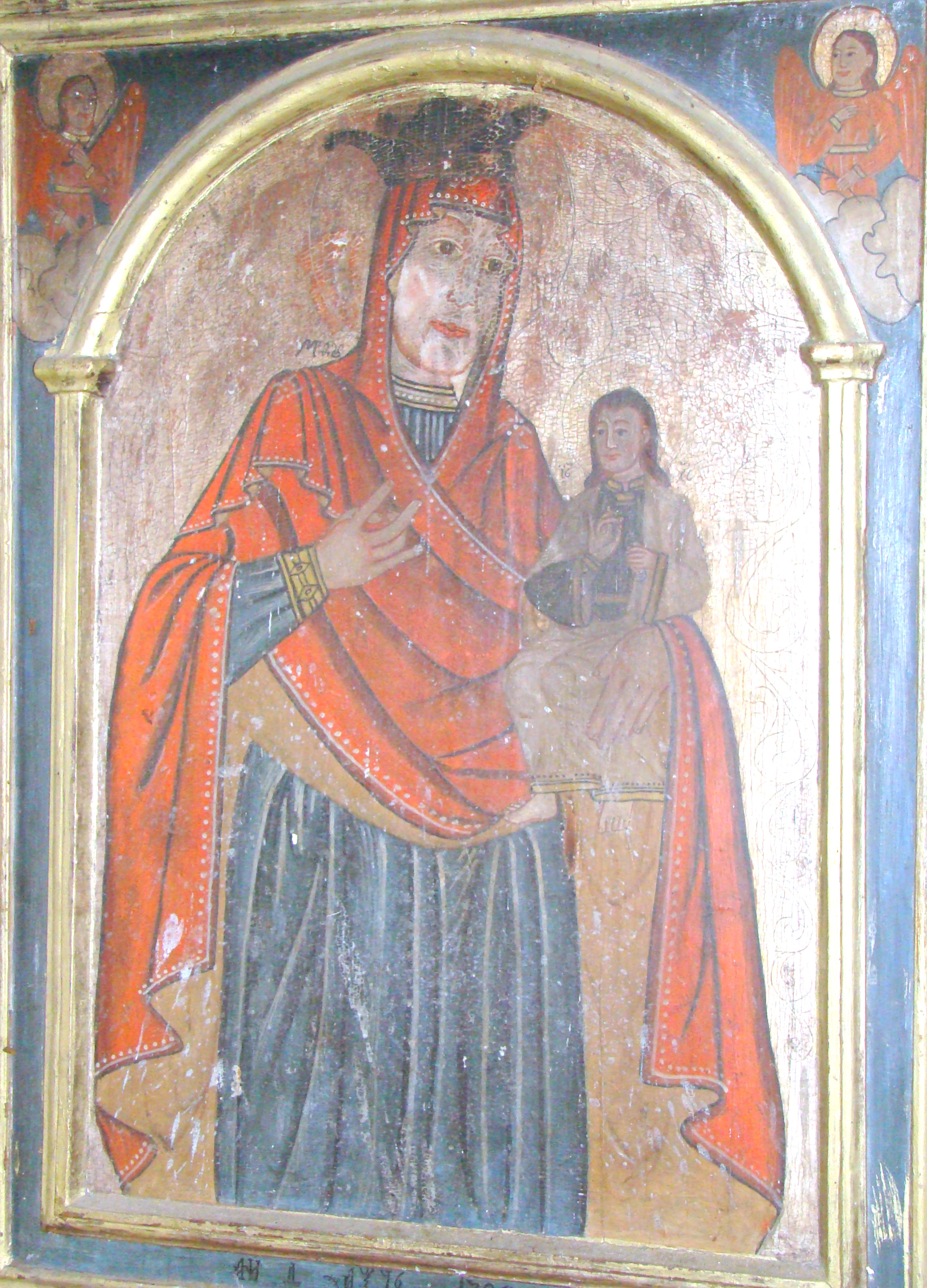
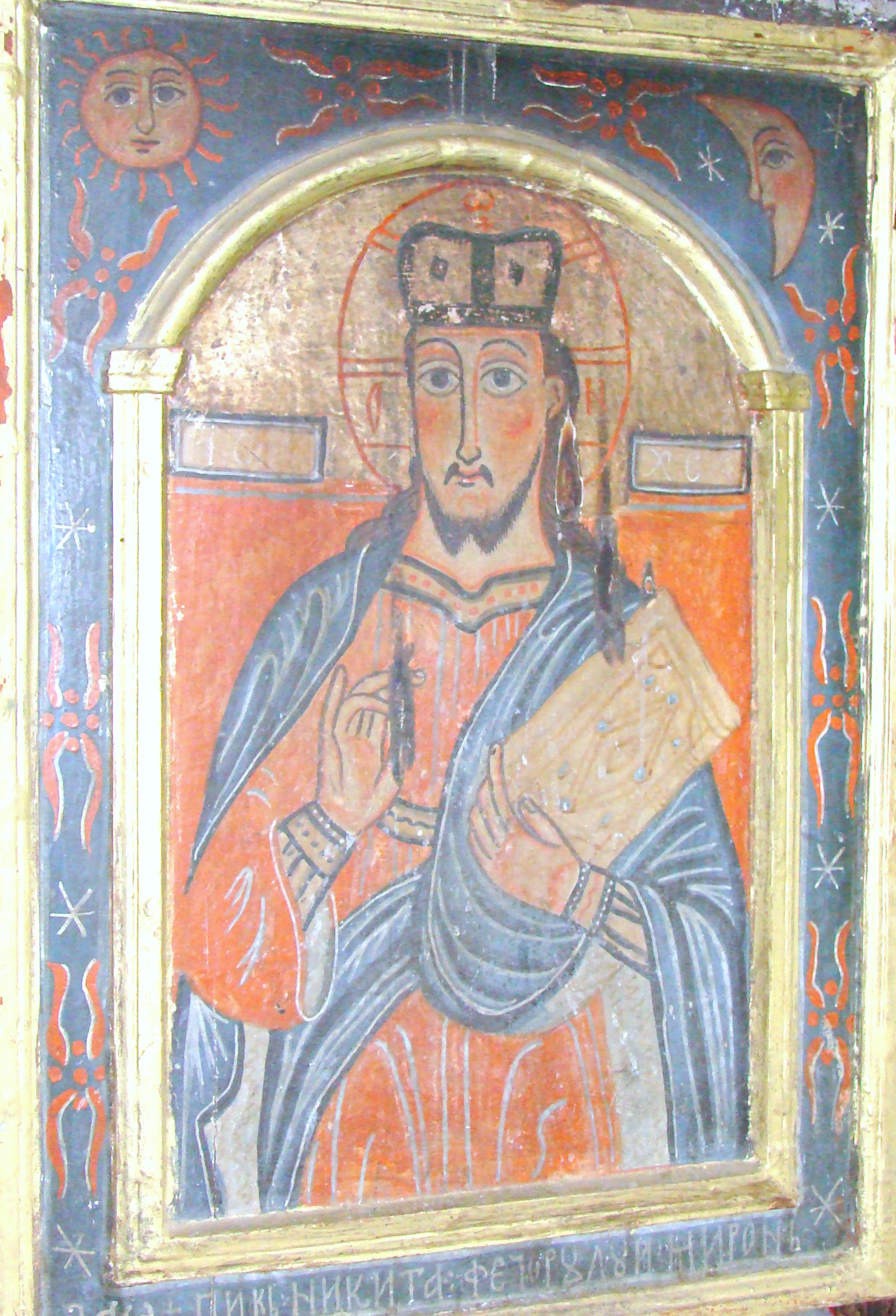
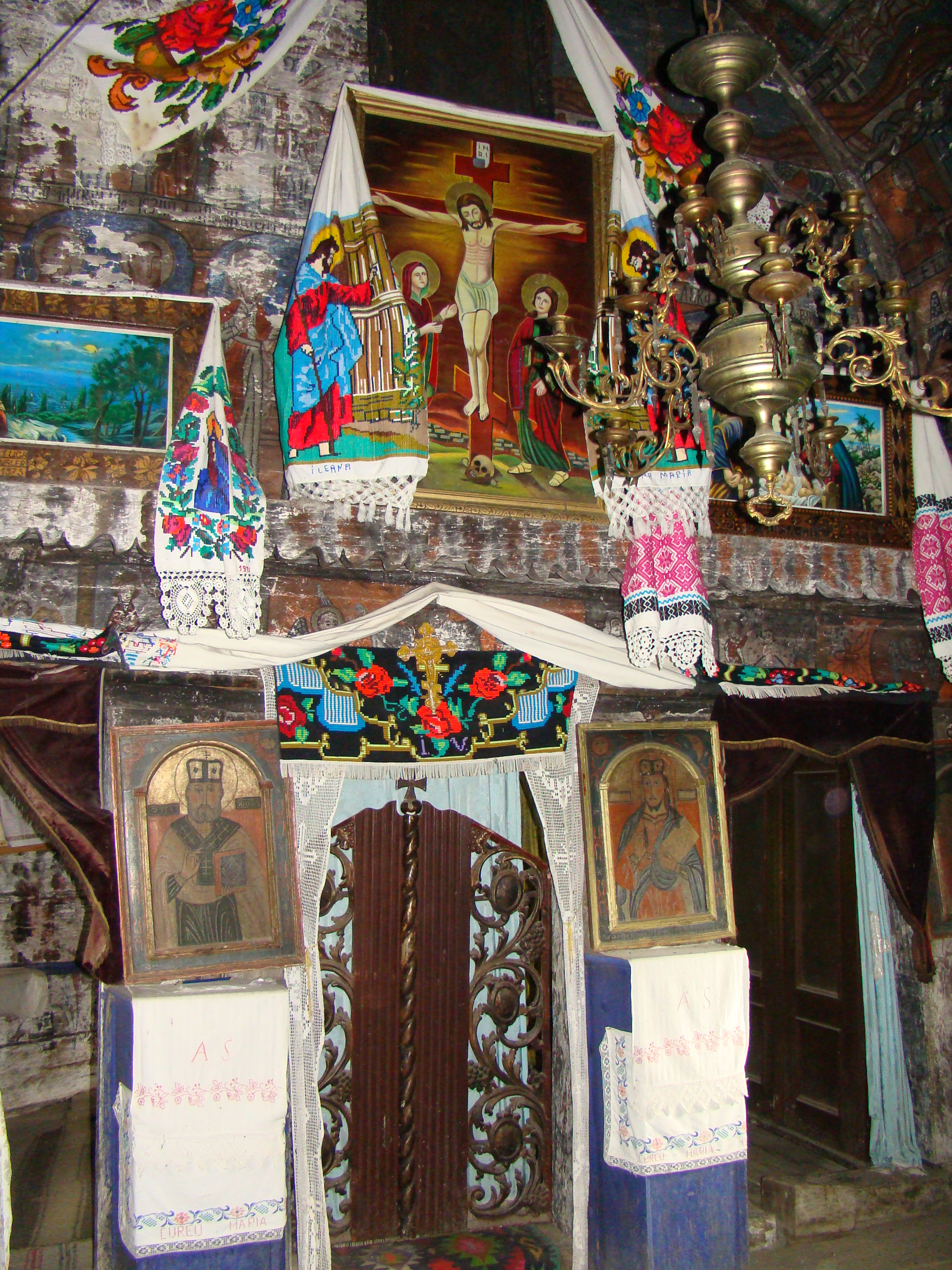
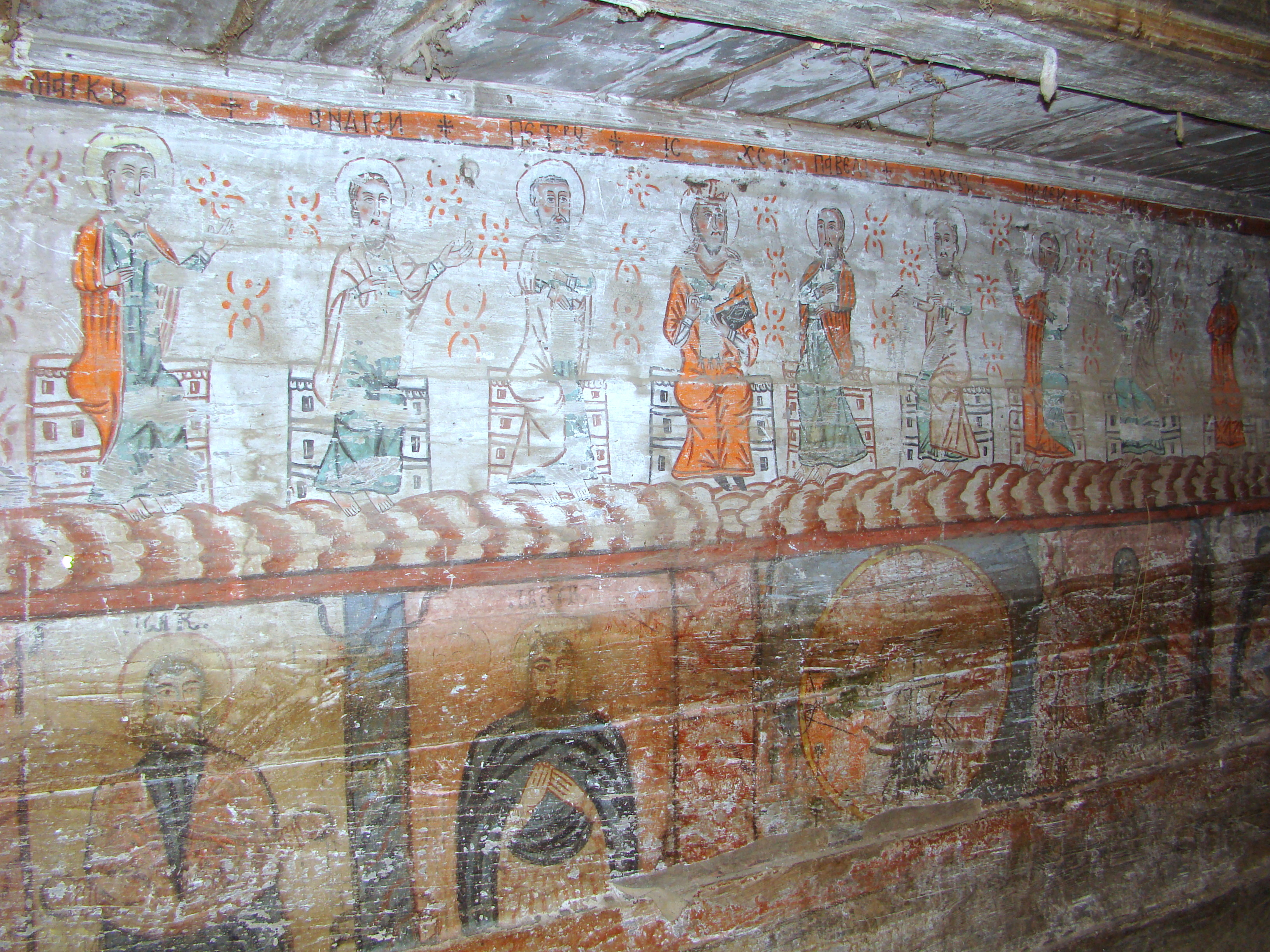
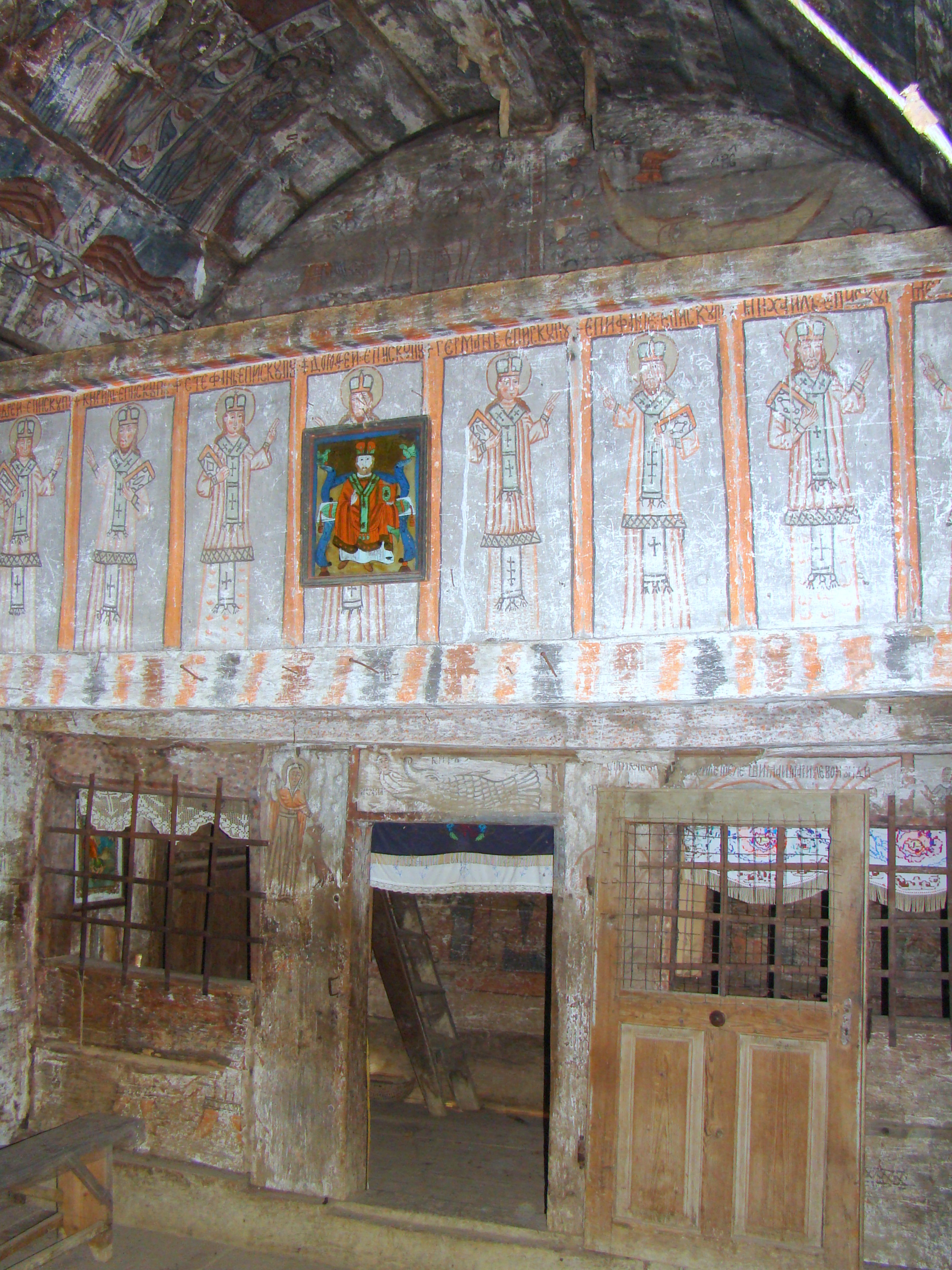
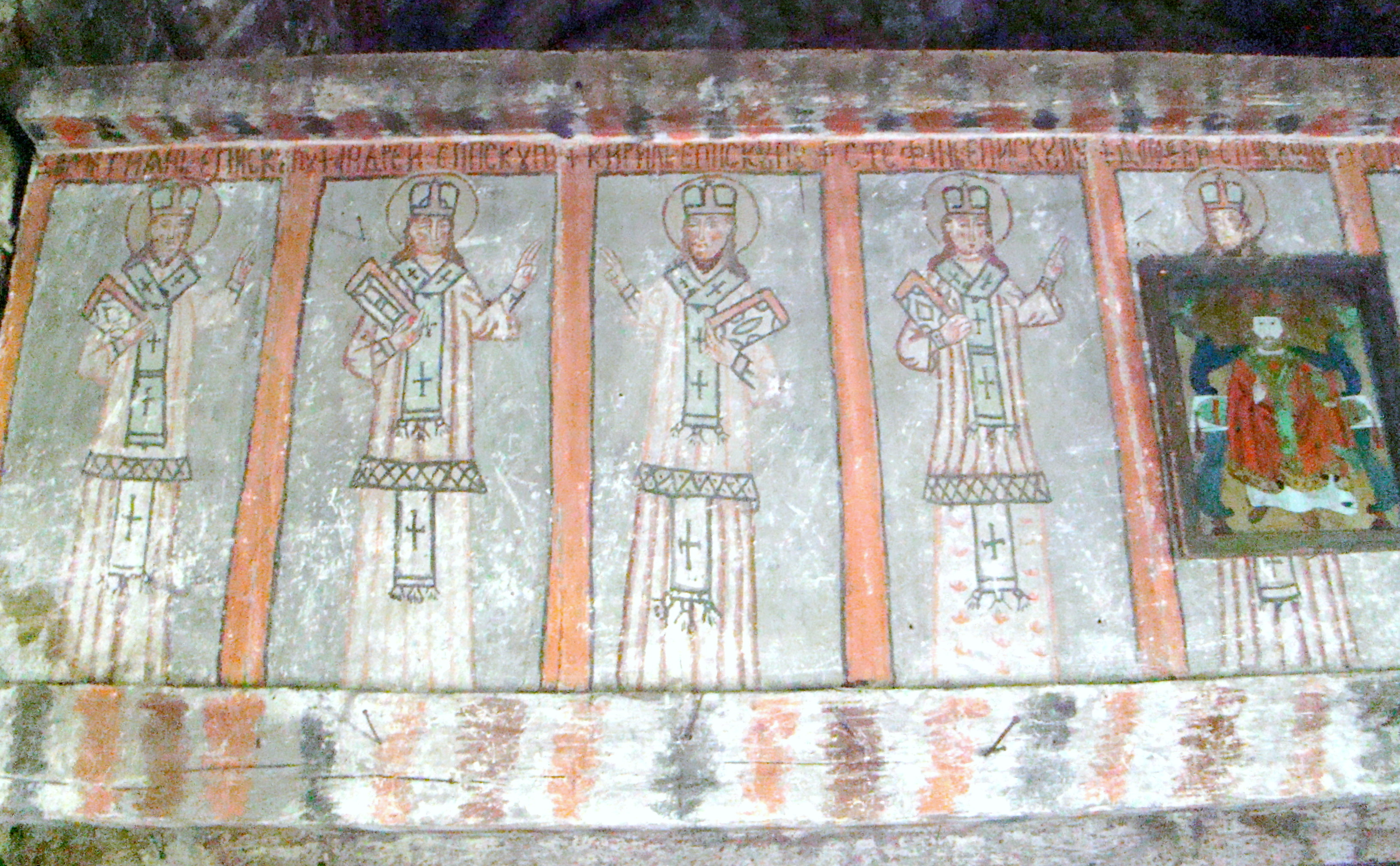
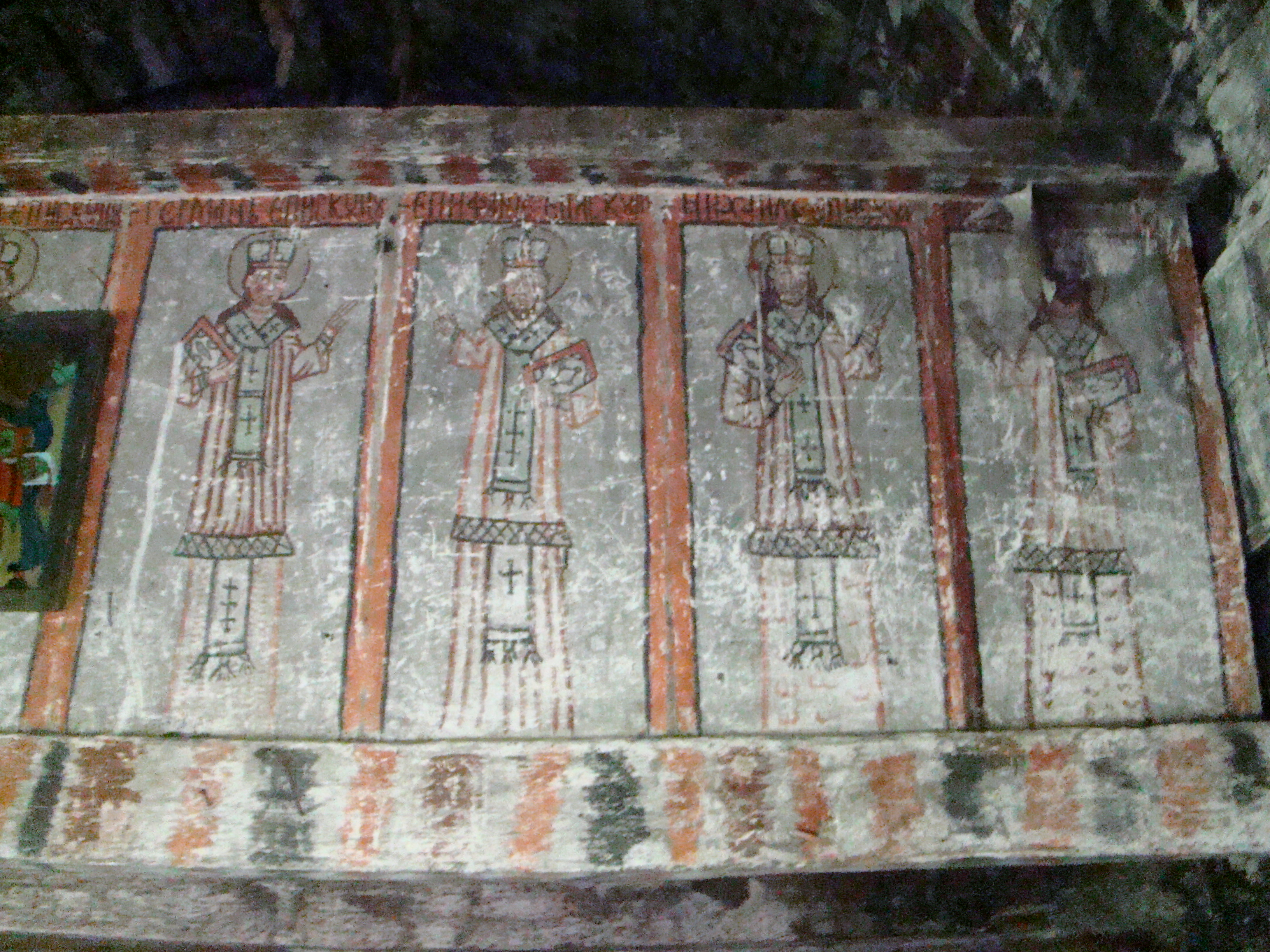
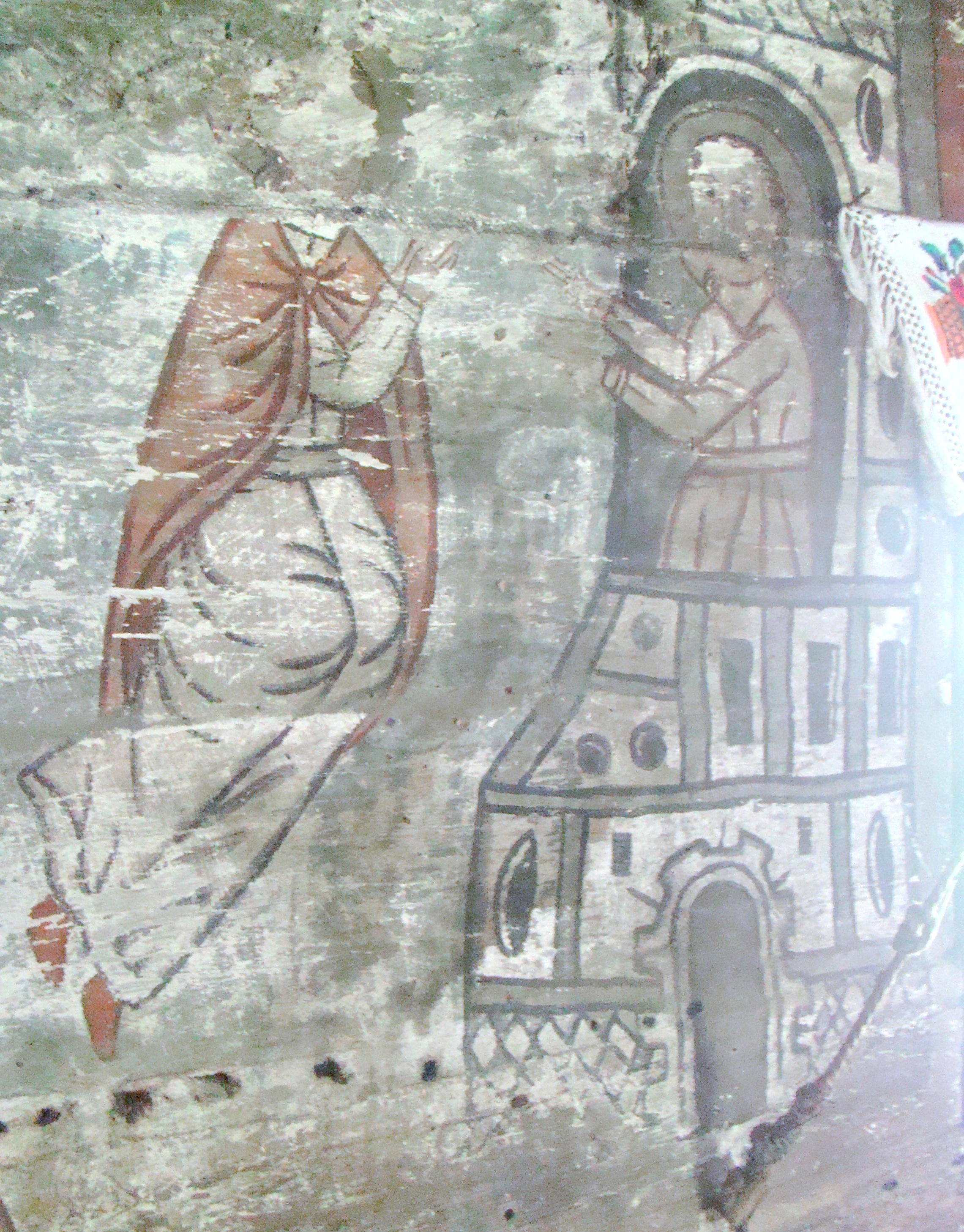
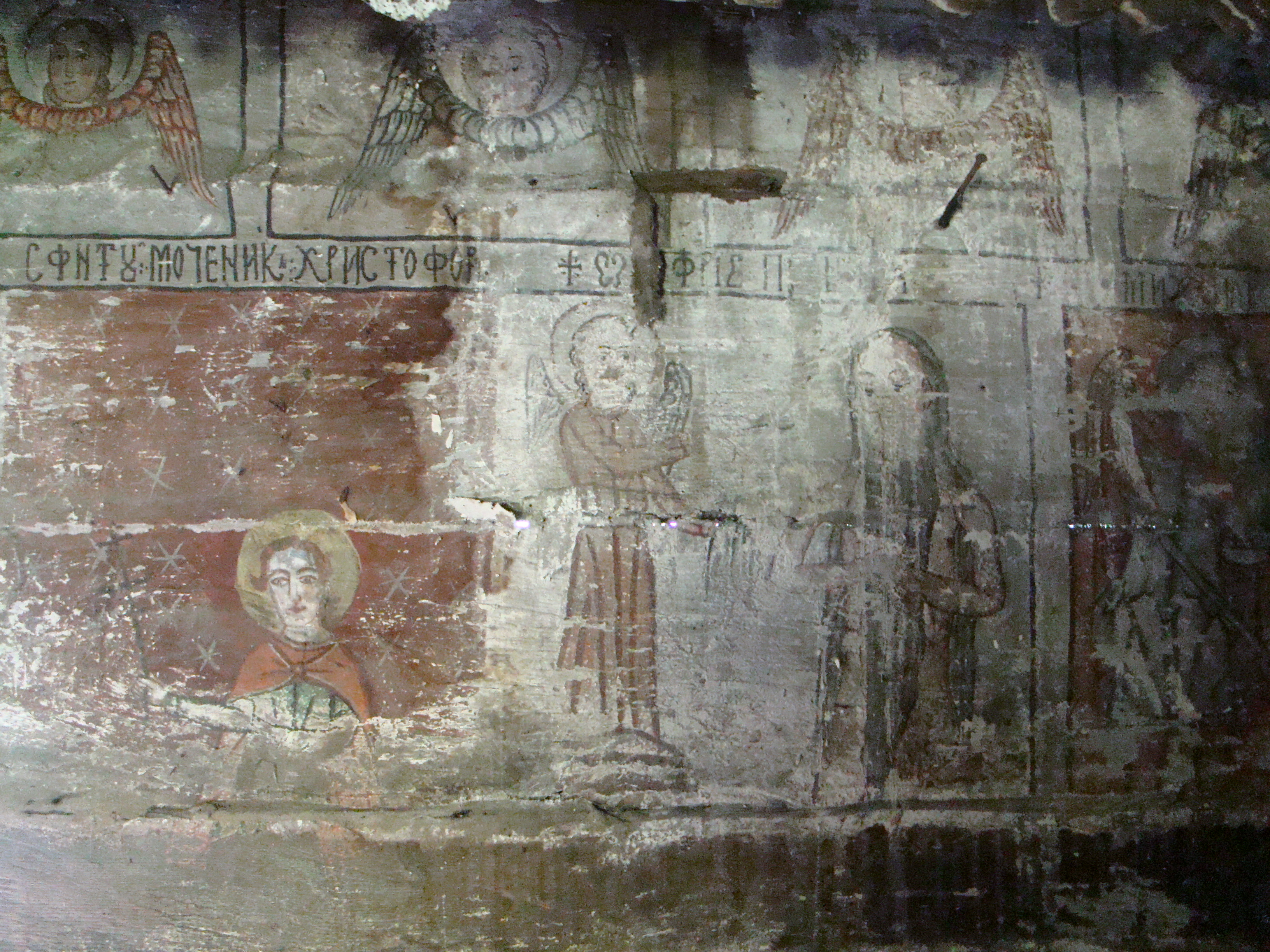
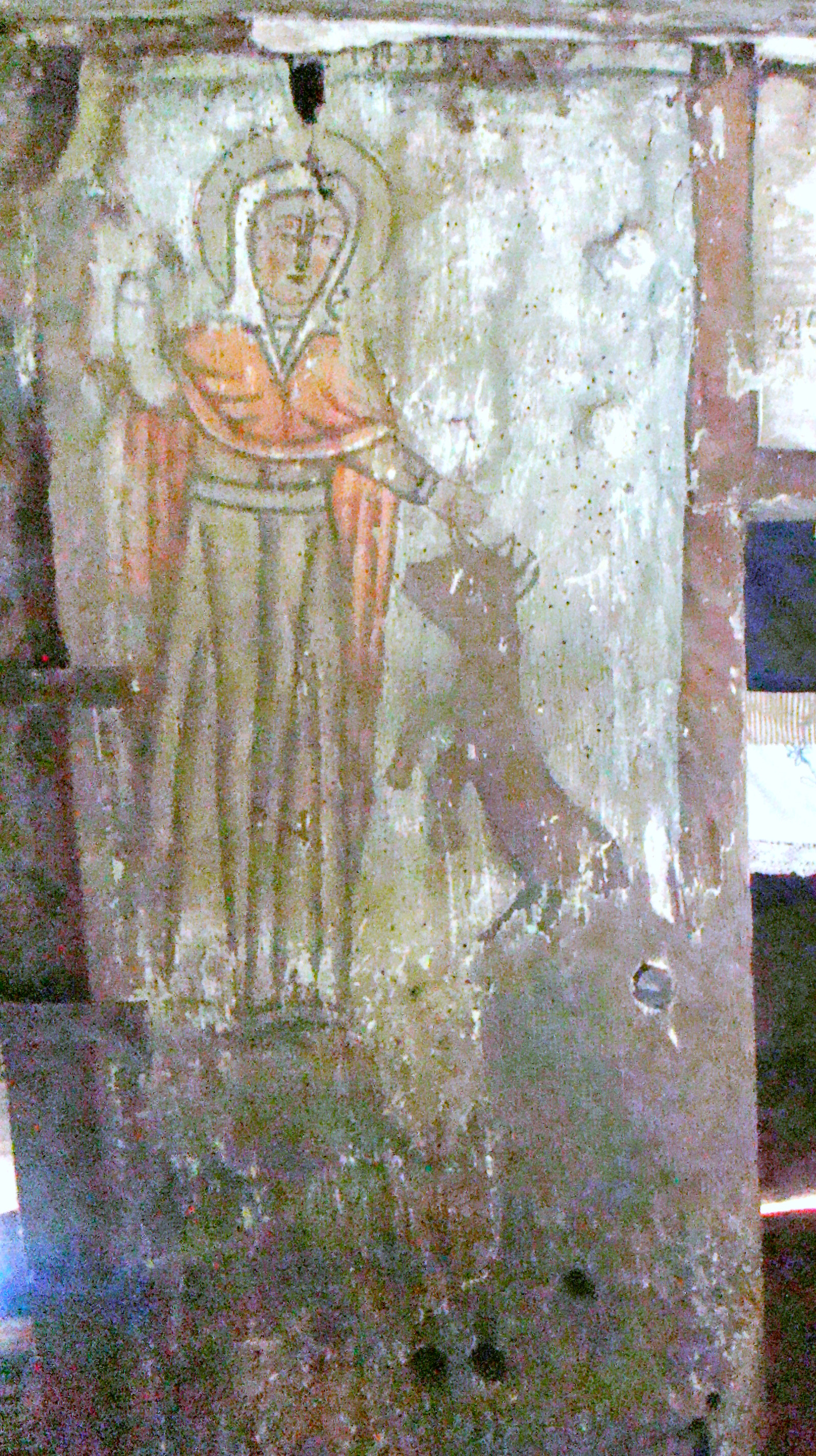
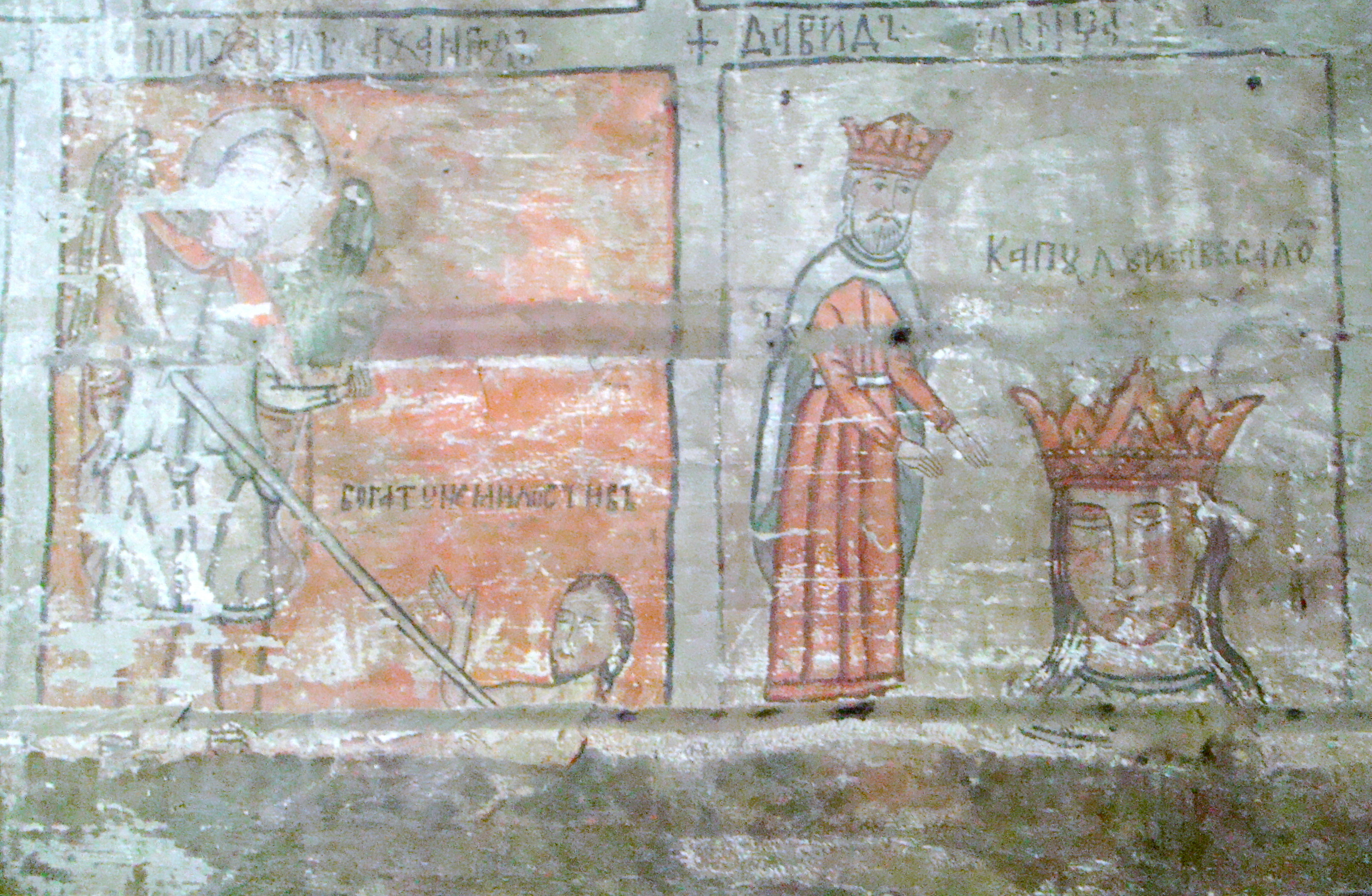
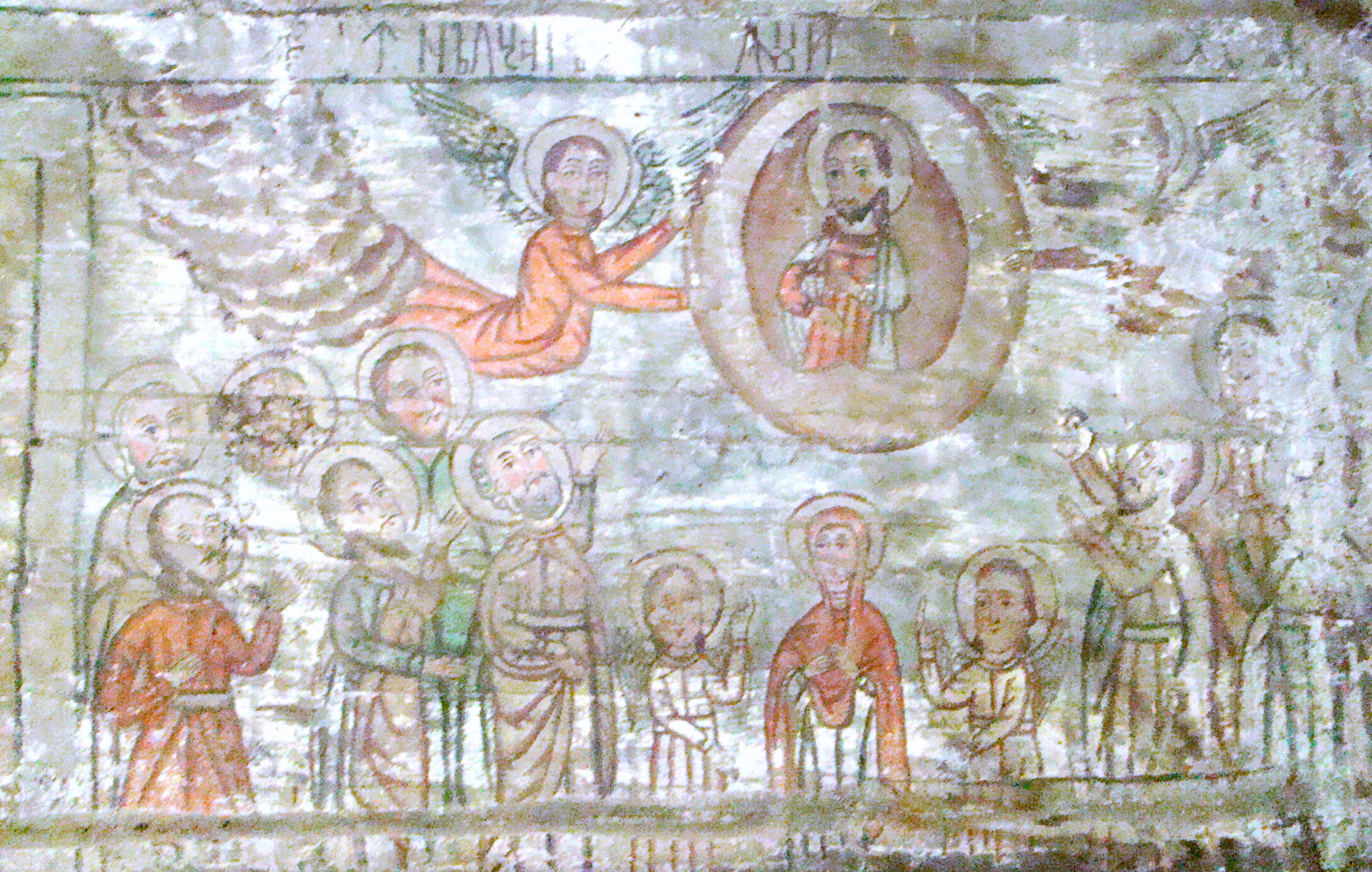
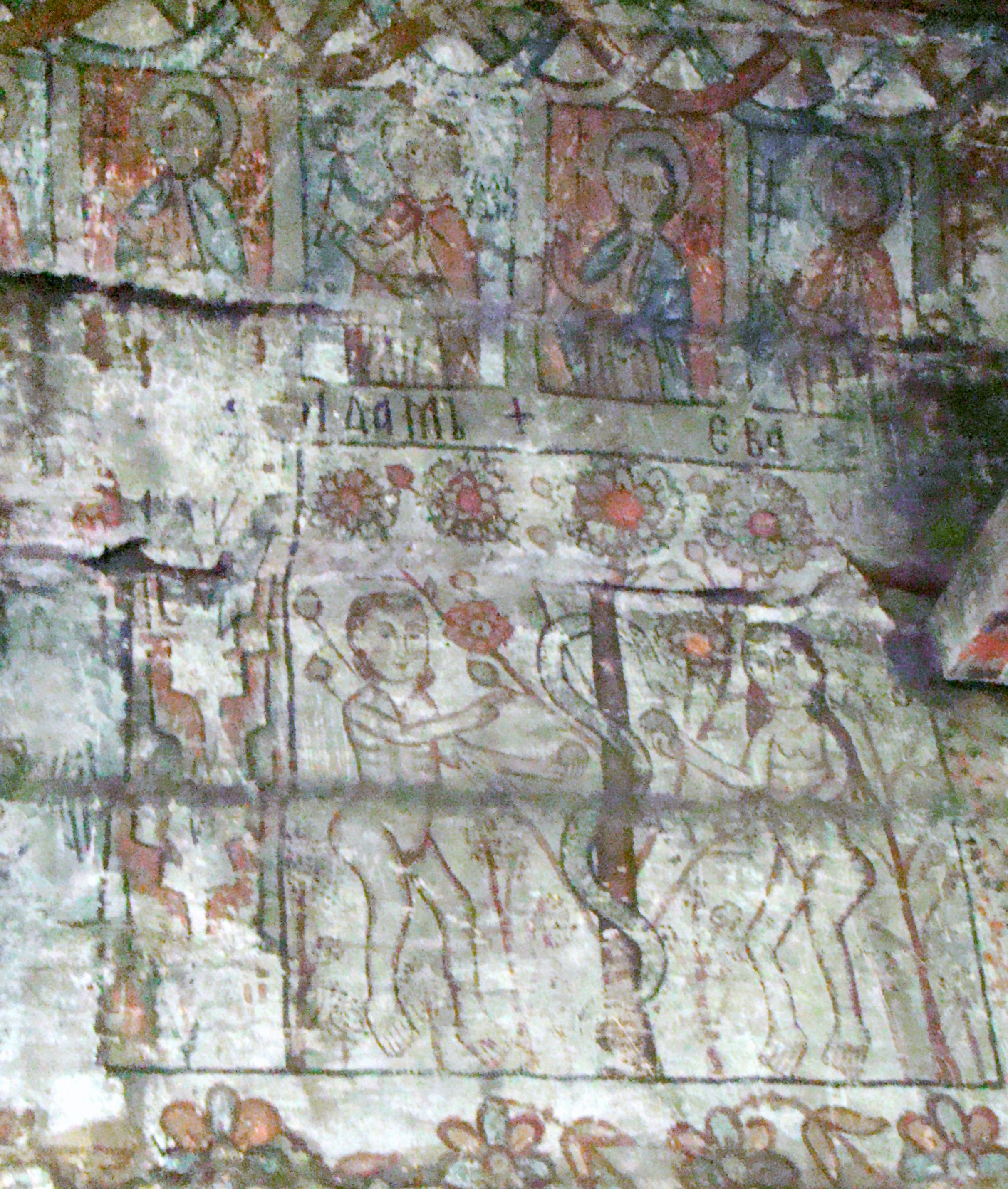
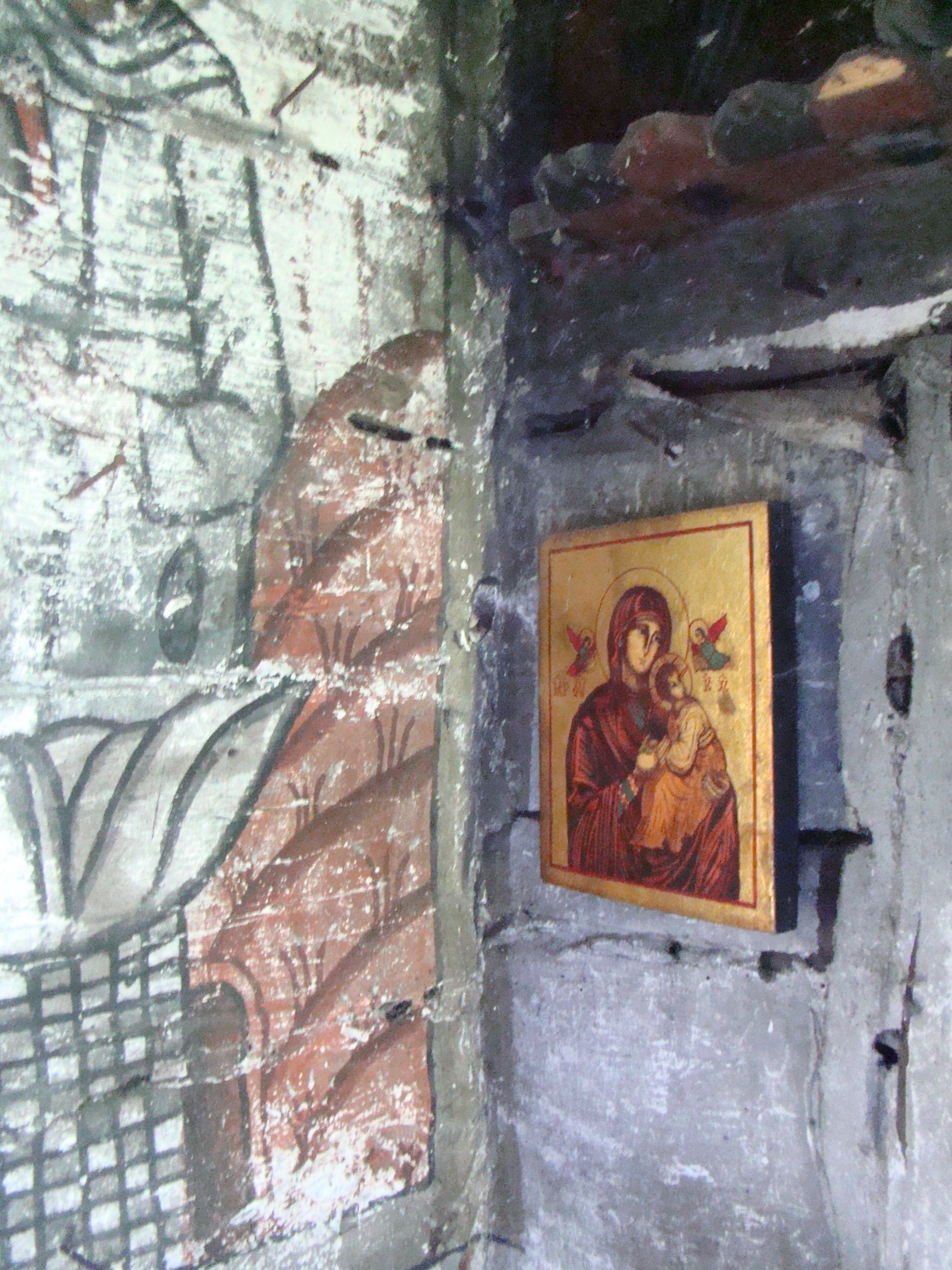
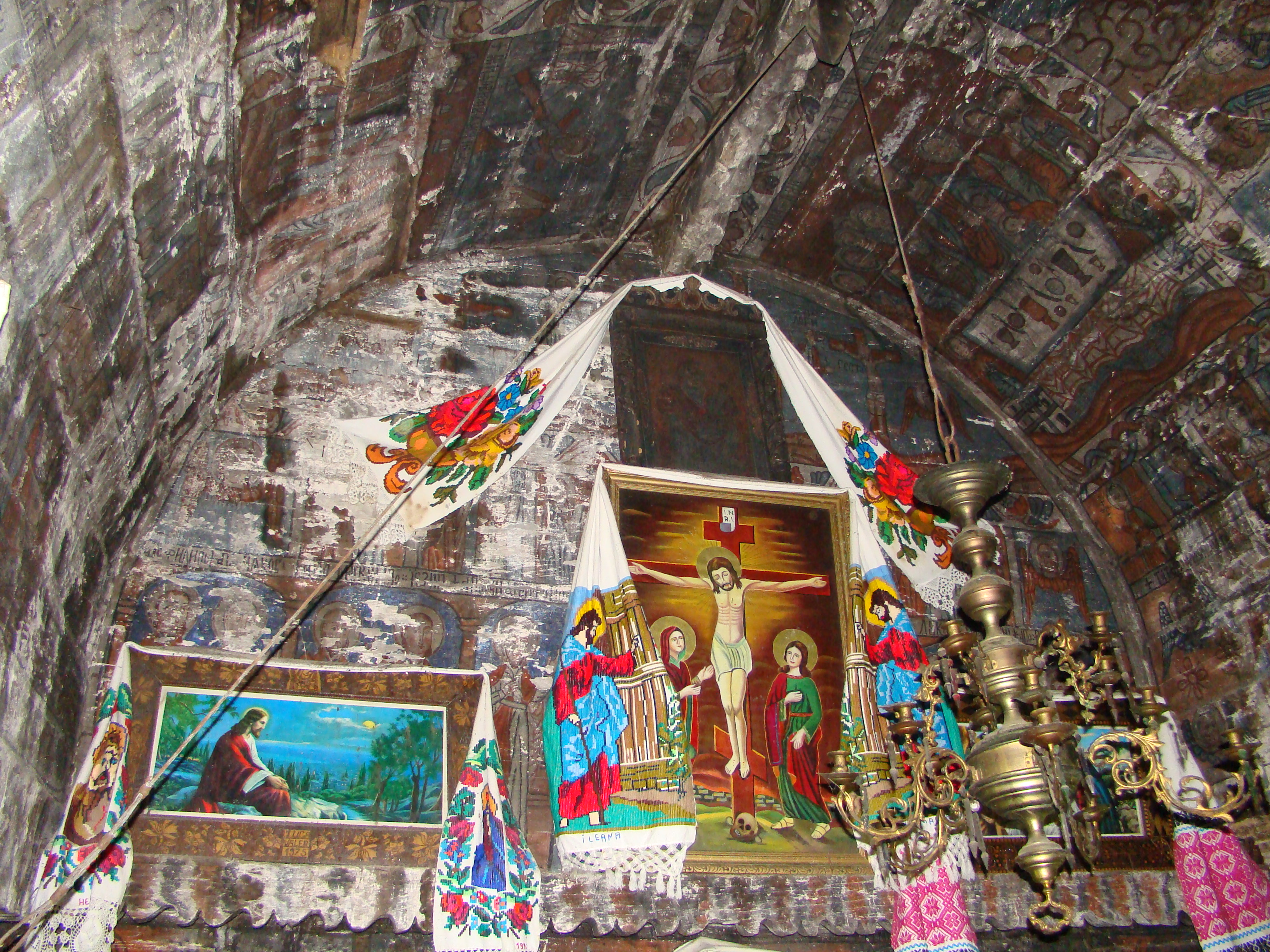
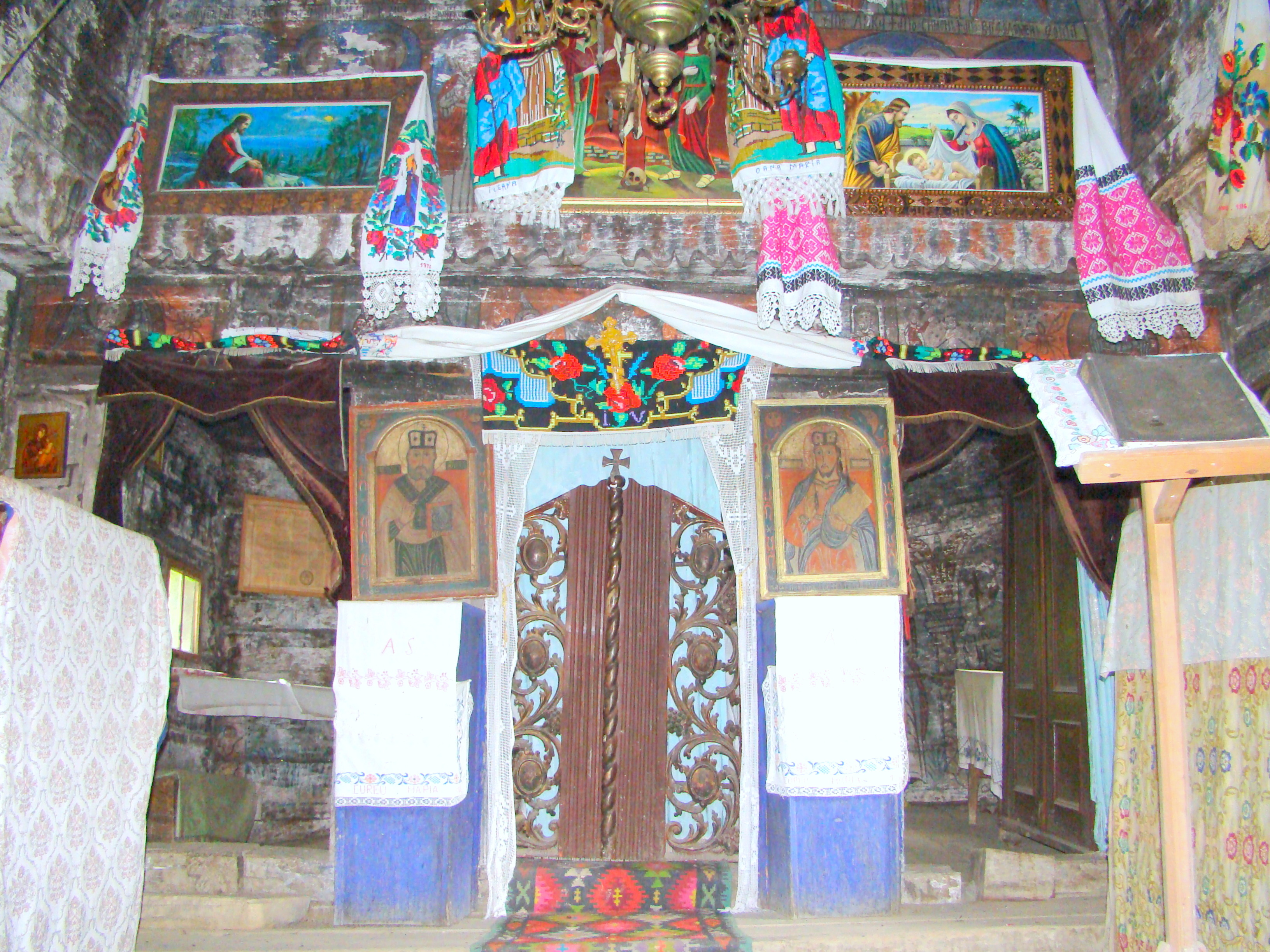